# Ban Chấp hành Trung ương Đảng Cộng sản Liên Xô khóa XXIV
Ban Chấp hành Trung ương Đảng Cộng sản Liên Xô khóa XXIV (tiếng Nga: XXIV Центральный комитет Коммунистической партии Советского Союза) do Đại hội lần thứ XXIV Đảng Cộng sản Liên Xô tổ chức tại Moskva từ ngày 30/3-9/4/1971 bầu ra.

## Lịch sử
Đại hội Đại biểu Đảng Cộng sản Liên Xô lần thứ XXIV được tổ chức tại Moscow từ ngày 30/3 đến ngày 9/4/1971. Đại hội có sự tham gia của 4963 đại biểu, với 102 phái đoàn nước ngoài từ 91 quốc gia làm quan sát viên. Trong đó: 4740 với phiếu bầu quyết định và 223 với phiếu bầu dự bị.
Đại hội đã bầu ra Ban Chấp hành Trung ương Đảng gồm 241 ủy viên chính thức và 155 ủy viên dự khuyết.
Trong Đại hội ủy viên dự khuyết Trung ương Đảng khóa XXIII Pyotr Elistratov, người có thể tập hợp một số lượng đại biểu chống lại Brezhnev đã không đến Đại hội. Ủy viên Trung ương Đảng khóa XXIII Vladimir Semichastny cũng không được mời đến Đại hội.

## Các hội nghị Trung ương Đảng
| Hội nghị lần thứ | Bắt đầu-Kết thúc | Thời gian | Tóm lược |
| ---------------- | ---------------- | --------- | --- |
| 1                | 9/4/1971         | 1 ngày    | Hội nghị bầu Tổng Bí thư, Bộ Chính trị, Ban Bí thư. Tổng bí thư Leonid Brezhnev tiếp tục được bầu lại làm Tổng bí thư; Bộ chính trị gồm 15 ủy viên chính thức, 6 ủy viên dự khuyết; Ban bí thư gồm 10 ủy viên |
| 2                | 22–23/11/1971    | 2 ngày    | Hội nghị bầu Mikhail Solomentsev làm ủy viên dự khuyết Bộ chính trị, miễn nhiệm chức vụ ủy viên Ban bí thư |
| 3                | 19/5/1972        | 1 ngày    | Hội nghị bầu Boris Ponomarev làm ủy viên dự khuyết Bộ chính trị |
| 4                | 18/12/1972       | 1 ngày    | Hội nghị miễn nhiệm ủy viên dự khuyết Bộ Chính trị của Vasil Mzhavanadze, bầu bổ sung Vladimir Dolgikh vào Ban bí thư |
| 5                | 26–27/4/1973     | 2 ngày    | Hội nghị miễn nhiệm chức vụ ủy viên Bộ chính trị của Gennady Voronov, Petro Shelest. Bầu ủy viên dự khuyết Bộ Chính trị Yuri Andropov, ủy viên Trung ương Đảng Andrei Grechko và Andrei Gromyko làm ủy viên Bộ chính trị; bầu Grigory Romanov làm ủy viên dự khuyết Bộ Chính trị |
| 6                | 10–11/12/1973    | 2 ngày    | Tổng bí thư Leonid Brezhnev, Chủ tịch Ủy ban Kế hoạch Nhà nước Liên Xô Nikolai Baibakov, Bộ trưởng Bộ Tài chính Liên Xô Vasily Garbuzov đọc báo cáo. Hội nghị thông qua nghị định "Dự thảo Kế hoạch Nhà nước về Phát triển Kinh tế Quốc gia Liên Xô và Ngân sách Nhà nước Liên Xô năm 1974". |
| 7                | 24/7/1974        | 1 ngày    | Hội nghị thông qua nghị quyết "Về các vấn đề của phiên họp đầu tiên của Xô Viết Tối cao Liên Xô khóa IX" (bầu Chủ tịch Đoàn Chủ tịch Xô Viết Tối cao Liên Xô, thành lập Hội đồng Bộ trưởng Liên Xô và ủy ban thường trực của Xô Viết Tối cao Liên Xô, v.v.). |
| 8                | 14/12/1974       | 1 ngày    | Hội nghị thông qua nghị định "Dự thảo Kế hoạch Nhà nước về Phát triển Kinh tế Quốc gia Liên Xô và Ngân sách Nhà nước Liên Xô năm 1975". Hội nghị miễn nhiệm Pyotr Demichev khỏi Ban Bí thư |
| 9                | 16/4/1975        | 1 ngày    | Báo cáo của Bộ trưởng Bộ Ngoại giao Liên Xô Andrei Gromyko. Các quyết định: "Về việc triệu tập Đại hội XXV tiếp theo của Đảng Cộng sản Liên Xô"; "Về vị thế quốc tế và chính sách đối ngoại của Liên Xô". Miễn nhiệm chức vụ ủy viên Bộ chính trị của Alexander Shelepin, theo yêu cầu của ông. |
| 10               | 1/12/1975        | 1 ngày    | Tổng bí thư Leonid Brezhnev, Chủ tịch Ủy ban Kế hoạch Nhà nước Liên Xô Nikolai Baibakov, Bộ trưởng Bộ Tài chính Liên Xô Vasily Garbuzov đọc báo cáo. Bí thư Trung ương Đảng Mikhail Suslov, báo cáo về vấn đề tổ chức. Các quyết định "Dự thảo Kế hoạch Nhà nước về Phát triển Kinh tế Quốc gia Liên Xô và Ngân sách Nhà nước Liên Xô năm 1976", "Về Đại hội XXV tiếp theo của Đảng Cộng sản Liên Xô". Dự thảo nghị định về nông nghiệp. |
| 11               | 20/2/1976        | 1 ngày    | Báo cáo của Tổng bí thư Leonid Brezhnev, Chủ tịch Hội đồng Bộ trưởng Liên Xô Alexei Kosygin. Nghị quyết "Về Báo cáo của Ban Chấp hành Trung ương Đảng Cộng sản Liên Xô trước Đại hội XXV của Đảng Cộng sản Liên Xô" và "Về Báo cáo trước Đại hội XXV của Đảng Cộng sản Liên Xô" Những hướng đi chính phát triển nền kinh tế quốc gia Liên Xô 1976-1980.                                                                                  |

## Các Ban Đảng Trung ương
| Các Ban Đảng Trung ương                                                                      | Chức vụ          | Lãnh đạo             | Kiêm nhiệm                                             | Nhiệm kỳ       | Ghi chú                                                                                       |
| -------------------------------------------------------------------------------------------- | ---------------- | -------------------- | ------------------------------------------------------ | -------------- | --------------------------------------------------------------------------------------------- |
| Ban Quốc tế Trung ương Đảng về đối ngoại với Đảng Cộng sản tại các nước tư bản               | Trưởng ban       | Boris Ponomarev      | Bí thư Trung ương Đảng                                 | 4/1971-3/1976  | Ủy viên dự khuyết Bộ Chính trị từ 5/1972                                                      |
| Ban Công tác Trung ương Đảng                                                                 | Trưởng ban       | Georgy Pavlov        | Ủy viên Trung ương Đảng                                | 4/1971-3/1976  |                                                                                               |
| Ban Quản trị Trung ương Đảng                                                                 | Trưởng ban       | Nikolai Savinkin     | Ủy viên dự khuyết Trung ương Đảng                      | 4/1971-3/1976  |                                                                                               |
| Ban Đại diện ngoại giao Trung ương Đảng                                                      | Trưởng ban       | Alexander Panyushkin |                                                        | 4/1971-4/1973  | Sáp nhập thành Ban công tác đại diện ngoại giao và xuất cảnh Trung ương Đảng Cộng sản Liên Xô |
| Ủy ban xuất cảnh Trung ương Đảng                                                             | Chủ nhiệm        | Nikolay Organov      |                                                        | 4/1971-4/1973  | Sáp nhập thành Ban công tác đại diện ngoại giao và xuất cảnh Trung ương Đảng Cộng sản Liên Xô |
| Ban công tác đại diện ngoại giao và xuất cảnh Trung ương Đảng                                | Trưởng ban       | Peter Abrassimov     | Ủy viên Trung ương Đảng                                | 4/1973-3/1975  |                                                                                               |
| Ban công tác đại diện ngoại giao và xuất cảnh Trung ương Đảng                                | Trưởng ban       | Nikolay Pegov        | Ủy viên Trung ương Đảng                                | 10/1975-3/1976 |                                                                                               |
| Ban công nghiệp thực phẩm và công nghiệp nhẹ Trung ương Đảng                                 | Trưởng ban       | Pavel Sizov          |                                                        | 4/1971-12/1973 |                                                                                               |
| Ban công nghiệp thực phẩm và công nghiệp nhẹ Trung ương Đảng                                 | Trưởng ban       | Fedor Mocalin        |                                                        | 12/1973-3/1976 |                                                                                               |
| Ban Cơ khí Trung ương Đảng                                                                   | Trưởng ban       | Vasily Frolov        | Ủy viên dự khuyết Trung ương Đảng                      | 4/1971-3/1976  |                                                                                               |
| Ban Tổ chức Giáo dục và Khoa học Trung ương Đảng                                             | Trưởng ban       | Sergey Trapeznikov   | Ủy viên Trung ương Đảng                                | 4/1971-3/1976  |                                                                                               |
| Ban Tổ chức công tác Đảng Trung ương Đảng                                                    | Trưởng ban       | Ivan Kapitonov       | Bí thư Trung ương Đảng                                 | 4/1971-3/1976  |                                                                                               |
| Ban Kế hoạch Tài chính Trung ương Đảng                                                       | Trưởng ban       | Vasily Garbuzov      | Ủy viên Trung ương Đảng                                | 4/1971-9/1975  |                                                                                               |
| Ban Kế hoạch Tài chính Trung ương Đảng                                                       | Trưởng ban       | Boris Gostev         |                                                        | 9/1975-3/1976  |                                                                                               |
| Ban Quan hệ với các Đảng Cộng sản và Công nhân của các nước Xã hội Chủ nghĩa Trung ương Đảng | Trưởng ban       | Konstantin Rusakov   | Ủy viên Trung ương Đảng                                | 4/1971-5/1972  |                                                                                               |
| Ban Quan hệ với các Đảng Cộng sản và Công nhân của các nước Xã hội Chủ nghĩa Trung ương Đảng | Trưởng ban       | Konstantin Katushev  | Bí thư Trung ương Đảng                                 | 5/1972-3/1976  |                                                                                               |
| Ban Thương mại và dịch vụ tiêu dùng Trung ương Đảng                                          | Trưởng ban       | Yakov Kabkov         | Ủy viên dự khuyết Trung ương Đảng                      | 4/1971-3/1976  |                                                                                               |
| Ban Tuyên truyền cổ động Trung ương Đảng                                                     | Trưởng ban       | Alexander Yakovlev   |                                                        | 4/1971-6/1973  |                                                                                               |
| Ban Tuyên truyền cổ động Trung ương Đảng                                                     | Trưởng ban       | Georgy Lukic         |                                                        | 6/1973-3/1976  |                                                                                               |
| Ban Công nghiệp nặng Trung ương Đảng                                                         | Trưởng ban       | Mikhail Solomentsev  | Bí thư Trung ương Đảng                                 | 4/1971-7/1971  |                                                                                               |
| Ban Công nghiệp nặng Trung ương Đảng                                                         | Quyền trưởng ban | Ivan Yastrebov       | Ủy viên Trung ương Đảng                                | 7/1971-3/1976  | Phó trưởng ban thứ nhất kiêm nhiệm                                                            |
| Ban Công nghiệp hóa học Trung ương Đảng                                                      | Trưởng ban       | Viktor Bushuev       | Ủy viên Trung ương Đảng                                | 4/1971-3/1976  |                                                                                               |
| Ban Nông nghiệp Trung ương Đảng                                                              | Trưởng ban       | Fyodor Kulakov       | Ủy viên dự khuyết Bộ Chính trị, Bí thư Trung ương Đảng | 4/1971-3/1976  |                                                                                               |
| Ban Văn hóa Trung ương Đảng                                                                  | Trưởng ban       | Vasily Shauro        | Ủy viên dự khuyết Trung ương Đảng                      | 4/1971-3/1976  |                                                                                               |
| Viện chủ nghĩa Mác-Lênin Trung ương Đảng                                                     | Viện trưởng      | Pyotr Fedoseyev      | Ủy viên Trung ương Đảng                                | 4/1971-12/1973 |                                                                                               |
| Viện chủ nghĩa Mác-Lênin Trung ương Đảng                                                     | Viện trưởng      | Anatoly Yegorov      | Ủy viên dự khuyết Trung ương Đảng                      | 1/1974-3/1976  |                                                                                               |
| Ban Tổng hợp Trung ương Đảng                                                                 | Trưởng ban       | Konstantin Chernenko | Ủy viên Trung ương Đảng                                | 4/1971-3/1976  |                                                                                               |

## Ủy viên chính thức
| - Ủy viên Bộ Chính trị - Bí thư Trung ương Đảng - Ủy viên Dự khuyết Bộ Chính trị | - Ủy viên Trung ương Đảng - Ủy viên Dự khuyết Trung ương Đảng |

| STT | Họ tên (sinh-mất)                        | Chức vụ khi được bầu                                                                      | Chức vụ khi được bầu | Chức vụ       | Chức vụ | Chức vụ          | Ghi chú                                                                                 |
| STT | Họ tên (sinh-mất)                        | Chức vụ khi được bầu                                                                      | Chức vụ khi được bầu | Chức vụ       | Chức vụ | Nhiệm kỳ         | Ghi chú                                                                                 |
| --- | ---------------------------------------- | ----------------------------------------------------------------------------------------- | --- | ------------- | --- | ---------------- | --------------------------------------------------------------------------------------- |
| 1   | Peter Abrassimov (1912-2009)             |                                                                                           | Đại sứ đặc mệnh toàn quyền Liên Xô tại Cộng hòa Dân chủ Đức |               | Đại sứ đặc mệnh toàn quyền của Liên Xô tại Pháp và Quyền Đại sứ đặc mệnh toàn quyền tại Madagascar | 4/1971-4/1973    |                                                                                         |
| 1   | Peter Abrassimov (1912-2009)             | Trưởng ban Ban công tác đại diện ngoại giao và xuất cảnh Trung ương Đảng Cộng sản Liên Xô | Đại sứ đặc mệnh toàn quyền Liên Xô tại Cộng hòa Dân chủ Đức | 4/1973-3/1975 | |                  |                                                                                         |
| 1   | Peter Abrassimov (1912-2009)             | Đại sứ đặc mệnh toàn quyền Liên Xô tại Cộng hòa Dân chủ Đức                               | Đại sứ đặc mệnh toàn quyền Liên Xô tại Cộng hòa Dân chủ Đức | 3/1975-3/1976 | |                  |                                                                                         |
| 2   | Stepan Avramenko (1918-2010)             |                                                                                           | Bí thư thứ nhất Tỉnh ủy Amur Đảng Cộng sản Liên Xô |               | Bí thư thứ nhất Tỉnh ủy Amur Đảng Cộng sản Liên Xô | 4/1971-3/1976    |                                                                                         |
| 3   | Anatoly Alexandrov (1903-1994)           |                                                                                           | Giám đốc Viện Năng lượng nguyên tử Liên Xô |               | Chủ tịch Viện Hàn lâm Khoa học Liên Xô | 11/1975-3/1976   |                                                                                         |
| 4   | Vasily Akulintsev (1916-1993)            |                                                                                           | Bí thư thứ nhất Tỉnh ủy Karagandy Đảng Cộng sản Kazakhstan |               | Bí thư thứ nhất Tỉnh ủy Karagandy Đảng Cộng sản Kazakhstan | 4/1971-3/1976    |                                                                                         |
| 5   | Yevgeny Alekseyevsky (1906-1979)         |                                                                                           | Bộ trưởng Bộ Khai hoang và Thủy lợi Liên Xô |               | Bộ trưởng Bộ Khai hoang và Thủy lợi Liên Xô | 4/1971-3/1976    |                                                                                         |
| 6   | Heydar Aliyev (1923-2003)                |                                                                                           | Bí thư thứ nhất Trung ương Đảng Cộng sản Azerbaijan |               | Bí thư thứ nhất Trung ương Đảng Cộng sản Azerbaijan | 4/1971-3/1976    |                                                                                         |
| 7   | Yuri Andropov (1914-1984)                |                                                                                           | Chủ tịch Ủy ban An ninh Nhà nước Liên Xô |               | Chủ tịch Ủy ban An ninh Nhà nước Liên Xô | 4/1971-3/1976    | Ủy viên Bộ chính trị từ 4/1973                                                          |
| 8   | Aleksey Antonov (1912-2010)              |                                                                                           | Bộ trưởng Bộ Công nghiệp Kỹ thuật Điện Liên Xô |               | Bộ trưởng Bộ Công nghiệp Kỹ thuật Điện Liên Xô | 4/1971-3/1976    |                                                                                         |
| 9   | Boris Aristov (1925-)                    |                                                                                           | Bí thư thứ nhất Thành ủy Leningrad Đảng Cộng sản Liên Xô |               | Bí thư thứ nhất Thành ủy Leningrad Đảng Cộng sản Liên Xô | 4/1971-3/1976    |                                                                                         |
| 10  | Asanbay Askarov (1922-2001)              |                                                                                           | Bí thư thứ nhất Tỉnh ủy Alma-Ata Đảng Cộng sản Kazakhstan |               | Bí thư thứ nhất Tỉnh ủy Alma-Ata Đảng Cộng sản Kazakhstan | 4/1971-3/1976    |                                                                                         |
| 11  | Sergey Afanasyev (1918-2001)             |                                                                                           | Bộ trưởng Bộ Máy móc tổng hợp Liên Xô |               | Bộ trưởng Bộ Máy móc tổng hợp Liên Xô | 4/1971-3/1976    |                                                                                         |
| 12  | Bayken Ashimov (1917-2010)               |                                                                                           | Chủ tịch Hội đồng Bộ trưởng Kazakhstan Xô |               | Chủ tịch Hội đồng Bộ trưởng Kazakhstan Xô | 4/1971-3/1976    |                                                                                         |
| 13  | Ivan Bagramyan (1897-1982)               |                                                                                           | Tổng Thanh tra Nhóm Tổng Thanh tra Bộ Quốc phòng Liên Xô |               | Tổng Thanh tra Nhóm Tổng Thanh tra Bộ Quốc phòng Liên Xô | 4/1971-3/1976    |                                                                                         |
| 14  | Nikolai Baibakov (1911-2008)             |                                                                                           | Phó Chủ tịch Hội đồng Bộ trưởng Liên Xô, Chủ tịch Ủy ban Kế hoạch Nhà nước Liên Xô |               | Phó Chủ tịch Hội đồng Bộ trưởng Liên Xô, Chủ tịch Ủy ban Kế hoạch Nhà nước Liên Xô | 4/1971-3/1976    |                                                                                         |
| 15  | Nikolai Bannikov (1914-2004)             |                                                                                           | Bí thư thứ nhất Tỉnh ủy Irkutsk Đảng Cộng sản Liên Xô |               | Bí thư thứ nhất Tỉnh ủy Irkutsk Đảng Cộng sản Liên Xô | 4/1971-3/1976    |                                                                                         |
| 16  | Aleksandr Basov (1912–1988)              |                                                                                           | Đại sứ đặc mệnh toàn quyền Liên Xô tại Chile |               | Đại sứ đặc mệnh toàn quyền của Liên Xô tại Úc | 1/1975-3/1976    |                                                                                         |
| 17  | Pavel Batitsky (1910–1984)               |                                                                                           | Tổng tư lệnh Lực lượng phòng không không quân Liên Xô, Thứ trưởng Bộ Quốc phòng Liên Xô |               | Tổng tư lệnh Lực lượng phòng không không quân Liên Xô, Thứ trưởng Bộ Quốc phòng Liên Xô | 4/1971-3/1976    |                                                                                         |
| 18  | Vyacheslav Bakhirev (1916–1991)          |                                                                                           | Bộ trưởng Bộ Kỹ thuật Cơ giới Liên Xô |               | Bộ trưởng Bộ Kỹ thuật Cơ giới Liên Xô | 4/1971-3/1976    |                                                                                         |
| 19  | Boris Beshchev (1903–1981)               |                                                                                           | Bộ trưởng Bộ Đường sắt Liên Xô |               | Bộ trưởng Bộ Đường sắt Liên Xô | 4/1971-3/1976    |                                                                                         |
| 20  | Aleksandr Bleskov (1922–2006)            |                                                                                           | Chủ tịch Hội nông trại tập thể Lenin vùng Stavropol |               | Chủ tịch Hội nông trại tập thể Lenin vùng Stavropol | 4/1971-3/1976    |                                                                                         |
| 21  | Ivan Bodiul (1918–2013)                  |                                                                                           | Bí thư thứ nhất Trung ương Đảng Cộng sản Moldova |               | Bí thư thứ nhất Trung ương Đảng Cộng sản Moldova | 4/1971-3/1976    |                                                                                         |
| 22  | Ivan Bondarenko (1926–2009)              |                                                                                           | Bí thư thứ nhất Tỉnh ủy Rostov Đảng Cộng sản Liên Xô |               | Bí thư thứ nhất Tỉnh ủy Rostov Đảng Cộng sản Liên Xô | 4/1971-3/1976    |                                                                                         |
| 23  | Andrei Borodin (1912–1984)               |                                                                                           | Bí thư thứ nhất Tỉnh ủy Kustanai Đảng Cộng sản Kazakhstan |               | Bí thư thứ nhất Tỉnh ủy Kustanai Đảng Cộng sản Kazakhstan | 4/1971-3/1976    |                                                                                         |
| 24  | Pavel Borodin (1911–1998)                |                                                                                           | Giám đốc Nhà máy Ô tô Moskva I. Likhachev |               | Tổng giám đốc hiệp hội sản xuất xe hơi Liên Xô | 4/1971-3/1976    |                                                                                         |
| 25  | Boris Bratchenko (1912–2004)             |                                                                                           | Bộ trưởng Bộ Công nghiệp Than Liên Xô |               | Bộ trưởng Bộ Công nghiệp Than Liên Xô | 4/1971-3/1976    |                                                                                         |
| 26  | Leonid Brezhnev (1906–1982)              |                                                                                           | Tổng Bí thư Đảng Cộng sản Liên Xô |               | Tổng Bí thư Đảng Cộng sản Liên Xô | 4/1971-3/1976    |                                                                                         |
| 27  | Konstantin Brekhov (1907–1994)           |                                                                                           | Bộ trưởng Bộ Kỹ thuật Hóa học và Dầu khí Liên Xô |               | Bộ trưởng Bộ Kỹ thuật Hóa học và Dầu khí Liên Xô | 4/1971-3/1976    |                                                                                         |
| 28  | Boris Bugayev (1923–2007)                |                                                                                           | Bộ trưởng Bộ Hàng không Dân dụng Liên Xô |               | Bộ trưởng Bộ Hàng không Dân dụng Liên Xô | 4/1971-3/1976    |                                                                                         |
| 29  | Aleksandr Bulgakov (1907–1996)           |                                                                                           | Chủ nhiệm Ủy ban Giáo dục chuyên nghiệp và kỹ thuật Nhà nước Hội đồng Bộ trưởng Liên Xô |               | Chủ nhiệm Ủy ban Giáo dục chuyên nghiệp và kỹ thuật Nhà nước Hội đồng Bộ trưởng Liên Xô | 4/1971-3/1976    |                                                                                         |
| 30  | Boris Butoma (1907–1976)                 |                                                                                           | Bộ trưởng Công nghiệp đóng tàu Liên Xô |               | Bộ trưởng Công nghiệp đóng tàu Liên Xô | 4/1971-3/1976    |                                                                                         |
| 31  | Arthur Vader (1920–1978)                 |                                                                                           | Phó Chủ tịch Đoàn Chủ tịch Xô Viết Tối cao Liên Xô, Chủ tịch Đoàn Chủ tịch Xô Viết Tối cao Estonia Xô |               | Phó Chủ tịch Đoàn Chủ tịch Xô Viết Tối cao Liên Xô, Chủ tịch Đoàn Chủ tịch Xô Viết Tối cao Estonia Xô | 4/1971-3/1976    |                                                                                         |
| 32  | Nikolay Vasilyev (1916–2011)             |                                                                                           | Phó Chủ tịch thứ nhất Hội đồng Bộ trưởng Nga Xô |               | Phó Chủ tịch thứ nhất Hội đồng Bộ trưởng Nga Xô | 4/1971-3/1976    |                                                                                         |
| 33  | Aleksey Vatchenko (1914–1984)            |                                                                                           | Bí thư thứ nhất Tỉnh ủy Dnipropetrovsk Đảng Cộng sản Ukraine |               | Bí thư thứ nhất Tỉnh ủy Dnipropetrovsk Đảng Cộng sản Ukraine | 4/1971-3/1976    |                                                                                         |
| 34  | Grigory Vashchenko (1920–1990)           |                                                                                           | Bí thư thứ nhất Tỉnh ủy Kharkov Đảng Cộng sản Ukraine |               | Phó Chủ tịch thứ nhất Hội đồng Bộ trưởng Ucraina Xô | 6/1972-3/1976    |                                                                                         |
| 35  | Aleksey Viktorov (1917-1989)             |                                                                                           | Quản đốc cơ khí nhà máy GPZ-1 |               | Thư ký Hội đồng Trung ương các Công đoàn toàn Liên Xô | 3/1975-3/1976    |                                                                                         |
| 36  | Gennady Voronov (1910–1994)              |                                                                                           | Chủ tịch Hội đồng Bộ trưởng Nga Xô |               | Chủ tịch Ủy ban Kiểm sát Nhân dân Liên Xô | 4/1971-5/1973    | Nghỉ hưu                                                                                |
| 37  | Mikhail Voropayev (1919–2009)            |                                                                                           | Bí thư thứ nhất Tỉnh ủy Chelyabinsk Đảng Cộng sản Liên Xô |               | Bí thư thứ nhất Tỉnh ủy Chelyabinsk Đảng Cộng sản Liên Xô | 4/1971-3/1976    |                                                                                         |
| 38  | Vitaly Vorotnikov (1926–2012)            |                                                                                           | Bí thư thứ nhất Tỉnh ủy Voronezh Đảng Cộng sản Liên Xô |               | Phó Chủ tịch thứ nhất Hội đồng Bộ trưởng Nga Xô | 7/1975-3/1976    |                                                                                         |
| 39  | Augusts Voss (1916–1994)                 |                                                                                           | Bí thư thứ nhất Trung ương Đảng Cộng sản Latvia |               | Bí thư thứ nhất Trung ương Đảng Cộng sản Latvia | 4/1971-3/1976    |                                                                                         |
| 40  | Konstantin Galanshin (1912–2011)         |                                                                                           | Bộ trưởng Bộ Công nghiệp giấy và bột giấy Liên Xô |               | Bộ trưởng Bộ Công nghiệp giấy và bột giấy Liên Xô | 4/1971-3/1976    |                                                                                         |
| 41  | Mukhammednazar Gapurov (1922–1999)       |                                                                                           | Bí thư thứ nhất Trung ương Đảng cộng sản Turkmenistan |               | Bí thư thứ nhất Trung ương Đảng cộng sản Turkmenistan | 4/1971-3/1976    |                                                                                         |
| 42  | Vasily Garbuzov (1911–1985)              |                                                                                           | Bộ trưởng Bộ Tài chính Liên Xô |               | Bộ trưởng Bộ Tài chính Liên Xô | 4/1971-3/1976    |                                                                                         |
| 43  | Alexander Georgiev (1913–1976)           |                                                                                           | Bí thư thứ nhất Khu ủy Altai Đảng Cộng sản Liên Xô |               | Bí thư thứ nhất Khu ủy Altai Đảng Cộng sản Liên Xô | 4/1971-3/1976    |                                                                                         |
| 44  | Nikolai Goldin (1910–2001)               |                                                                                           | Bộ trưởng Bộ Xây dựng Công nghiệp nặng |               | Bộ trưởng Bộ Xây dựng Công nghiệp nặng | 4/1971-3/1976    |                                                                                         |
| 45  | Grigory Gorban (1932–2000)               |                                                                                           | Quản đốc nhà máy luyện kim Azovstal |               | Quản đốc nhà máy luyện kim Azovstal | 4/1971-3/1976    |                                                                                         |
| 46  | Mikhail Gorbachev (1931-)                |                                                                                           | Ủy viên Ủy ban về Bảo vệ Tài nguyên Xô Viết Liên bang Liên Xô, Bí thư thứ nhất Khu ủy Stavropol Đảng Cộng sản Liên Xô |               | Chủ tịch Ủy ban về các vấn đề Thanh niên Xô Viết Tối cao Liên Xô, Bí thư thứ nhất Khu ủy Stavropol Đảng Cộng sản Liên Xô | 6/1974-3/1976    |                                                                                         |
| 47  | Sergey Gorshkov (1910–1988)              |                                                                                           | Tổng tư lệnh Lực lượng Hải quân, Thứ trưởng Bộ Quốc phòng Liên Xô |               | Tổng tư lệnh Lực lượng Hải quân, Thứ trưởng Bộ Quốc phòng Liên Xô | 4/1971-3/1976    |                                                                                         |
| 48  | Fodor Goryachev (1905–1996)              |                                                                                           | Bí thư thứ nhất Tỉnh ủy Novosibirsk Đảng Cộng sản Liên Xô |               | Bí thư thứ nhất Tỉnh ủy Novosibirsk Đảng Cộng sản Liên Xô | 4/1971-3/1976    |                                                                                         |
| 49  | Leonid Grekov (1928-2004)                |                                                                                           | Bí thư thứ hai Thành ủy Moskva Đảng Cộng sản Liên Xô |               | Bí thư thứ hai Thành ủy Moskva Đảng Cộng sản Liên Xô | 4/1971-3/1976    |                                                                                         |
| 50  | Andrei Grechko (1903–1976)               |                                                                                           | Bộ trưởng Bộ Quốc phòng Liên Xô |               | Bộ trưởng Bộ Quốc phòng Liên Xô | 4/1971-3/1976    | Ủy viên Bộ chính trị từ 4/1973                                                          |
| 51  | Viktor Grishin (1914–1992)               |                                                                                           | Bí thư thứ nhất Thành ủy Moskva Đảng Cộng sản Liên Xô |               | Bí thư thứ nhất Thành ủy Moskva Đảng Cộng sản Liên Xô | 4/1971-3/1976    |                                                                                         |
| 52  | Konstantin Grishin (1908–1973)           |                                                                                           | Phó chủ tịch Ủy ban Kiểm sát Đảng Cộng sản Liên Xô |               | Phó chủ tịch Ủy ban Kiểm sát Đảng Cộng sản Liên Xô | 4/1971-6/1973    | Mất khi đang tại nhiệm                                                                  |
| 53  | Ivan Grishmanov (1906–1979)              |                                                                                           | Bộ trưởng Bộ Công nghiệp Vật liệu Xây dựng Liên Xô |               | Bộ trưởng Bộ Công nghiệp Vật liệu Xây dựng Liên Xô | 4/1971-3/1976    |                                                                                         |
| 54  | Andrei Gromyko (1909–1989)               |                                                                                           | Bộ trưởng Ngoại giao Liên Xô |               | Bộ trưởng Ngoại giao Liên Xô | 4/1971-3/1976    | Ủy viên Bộ chính trị từ tháng 4/1973                                                    |
| 55  | Ivan Hrushetsky (1904–1982)              |                                                                                           | Chủ tịch Đảng ủy trực thuộc Trung ương Đảng Cộng sản Ukraine |               | Phó Chủ tịch Đoàn Chủ tịch Xô Viết Tối cao Liên Xô, Chủ tịch Đoàn Chủ tịch Xô Viết Tối cao Ukraine Xô | 7/1972-3/1976    |                                                                                         |
| 56  | Pavel Grushin (1906–1993)                |                                                                                           | Viện sĩ Viện Hàn lâm Khoa học Liên Xô |               | Viện sĩ Viện Hàn lâm Khoa học Liên Xô | 4/1971-3/1976    |                                                                                         |
| 57  | Vladimir Degtyarov (1920–1993)           |                                                                                           | Bí thư thứ nhất Tỉnh ủy Donetsk Đảng Cộng sản Ukraine |               | Chủ tịch Ủy ban Giám sát Nhà nước về thực hiện công tác an toàn trong công nghiệp và giám sát khai thác Hội đồng Bộ trưởng Ukraine | 1/1976-3/1976    |                                                                                         |
| 58  | Pyotr Dementev (1907–1977)               |                                                                                           | Bộ trưởng Bộ Công nghiệp Hàng không Liên Xô |               | Bộ trưởng Bộ Công nghiệp Hàng không Liên Xô | 4/1971-3/1976    |                                                                                         |
| 59  | Pyotr Demichev (1917–2010)               |                                                                                           | Bí thư Trung ương Đảng phụ trách văn hóa, lịch sử, tư tưởng |               | Bộ trưởng Bộ Văn hóa Liên Xô | 12/1974-3/1976   | Bí thư Trung ương Đảng đến 12/1974                                                      |
| 59  | Pyotr Demichev (1917–2010)               |                                                                                           | Bí thư Trung ương Đảng phụ trách văn hóa, lịch sử, tư tưởng |               | Bộ trưởng Bộ Văn hóa Liên Xô | 12/1974-3/1976   | Bí thư Trung ương Đảng đến 12/1974                                                      |
| 60  | Givi Javakhishvili (1912–1985)           |                                                                                           | Chủ tịch Hội đồng Bộ trưởng Gruzia Xô |               | Chủ tịch Hội đồng Bộ trưởng Gruzia Xô | 4/1971-12/1/1975 | Nghỉ hưu                                                                                |
| 61  | Viktor Dobrik (1927-2008)                |                                                                                           | Bí thư thứ nhất Tỉnh ủy Ivano-Frankivsk Đảng Cộng sản Ukraine |               | Bí thư thứ nhất Tỉnh ủy Lviv Đảng Cộng sản Ukraine | 11/1973-3/1976   |                                                                                         |
| 62  | Anatoly Dobrynin (1919–2010)             |                                                                                           | Đại sứ đặc mệnh toàn quyền Liên Xô tại Hoa Kỳ |               | Đại sứ đặc mệnh toàn quyền Liên Xô tại Hoa Kỳ | 4/1971-3/1976    |                                                                                         |
| 63  | Vladimir Dolgikh (1924-)                 |                                                                                           | Bí thư thứ nhất Khu ủy Krasnoyarsk Đảng Cộng sản Liên Xô |               | Bí thư Trung ương Đảng Cộng sản Liên Xô | 2/1972-3/1976    | Bí thư Trung ương Đảng từ tháng 2/1972                                                  |
| 64  | Vasily Drozdenko (1924–1982)             |                                                                                           | Ủy viên Bộ chính trị, Bí thư Trung ương Đảng Cộng sản Ukraine |               | Đại sứ đặc mệnh toàn quyền của Liên Xô tại Romania | 4/1971-3/1976    |                                                                                         |
| 65  | Anatoly Drygin (1914–1990)               |                                                                                           | Bí thư thứ nhất Tỉnh ủy Vologda Đảng Cộng sản Liên Xô |               | Bí thư thứ nhất Tỉnh ủy Vologda Đảng Cộng sản Liên Xô | 4/1971-3/1976    |                                                                                         |
| 66  | Veniamin Dymshitz (1910–1993)            |                                                                                           | Phó Chủ tịch Hội đồng Bộ trưởng Liên Xô |               | Phó Chủ tịch Hội đồng Bộ trưởng Liên Xô | 4/1971-3/1976    |                                                                                         |
| 67  | Aleksandr Ezhevsky (1915–2017)           |                                                                                           | Chủ tịch Hiệp hội Toàn Liên bang về mua bán trong hợp tác xã tập thể và hợp tác xã nhà nước, thiết bị nông nghiệp, phụ tùng, phân khoáng và các phương tiện kỹ thuật và vật liệu, tổ chức sửa chữa và sử dụng máy móc trong các hợp tác xã tập thể và hợp tác xã nhà nước Hội đồng Bộ trưởng Liên Xô |               | Chủ tịch Hiệp hội Toàn Liên bang về mua bán trong hợp tác xã tập thể và hợp tác xã nhà nước, thiết bị nông nghiệp, phụ tùng, phân khoáng và các phương tiện kỹ thuật và vật liệu, tổ chức sửa chữa và sử dụng máy móc trong các hợp tác xã tập thể và hợp tác xã nhà nước Hội đồng Bộ trưởng Liên Xô | 4/1971-3/1976    |                                                                                         |
| 68  | Vyacheslav Yelyutin (1907–1993)          |                                                                                           | Bộ trưởng Bộ Giáo dục Đại học và Trung học Chuyên nghiệp Liên Xô |               | Bộ trưởng Bộ Giáo dục Đại học và Trung học Chuyên nghiệp Liên Xô | 4/1971-3/1976    |                                                                                         |
| 69  | Alexei Yepishev (1908–1985)              |                                                                                           | Chủ nhiệm Tổng cục chính trị Lực lượng Lục Quân và Hải quân Liên Xô |               | Chủ nhiệm Tổng cục chính trị Lực lượng Lục Quân và Hải quân Liên Xô | 4/1971-3/1976    |                                                                                         |
| 70  | Lev Yermin (1923–2004)                   |                                                                                           | Bí thư thứ nhất Tỉnh ủy Penza Đảng Cộng sản Liên Xô |               | Bí thư thứ nhất Tỉnh ủy Penza Đảng Cộng sản Liên Xô | 4/1971-3/1976    |                                                                                         |
| 71  | Mikhail Yefremov (1911–2000)             |                                                                                           | Phó Chủ tịch Hội đồng Bộ trưởng Liên Xô |               | Đại sứ đặc mệnh toàn quyền Liên Xô tại Cộng hòa Dân chủ Đức | 10/1971-3/1975   |                                                                                         |
| 71  | Mikhail Yefremov (1911–2000)             | Đại sứ đặc mệnh toàn quyền Liên Xô tại Áo                                                 | Phó Chủ tịch Hội đồng Bộ trưởng Liên Xô | 3/1975-3/1976 | |                  |                                                                                         |
| 72  | Afanasy Yeshtokin (1913–1974)            |                                                                                           | Bí thư thứ nhất Tỉnh ủy Kemerovo Đảng Cộng sản Liên Xô |               | Bí thư thứ nhất Tỉnh ủy Kemerovo Đảng Cộng sản Liên Xô | 4/1971-8/1974    | Mất khi đang tại nhiệm                                                                  |
| 73  | Vladimir Zhigalin (1907–1990)            |                                                                                           | Bộ trưởng Bộ Kỹ thuật nặng, Năng lượng và Vận tải Liên Xô |               | Bộ trưởng Bộ Kỹ thuật nặng, Năng lượng và Vận tải Liên Xô | 4/1971-3/1976    |                                                                                         |
| 74  | Matvei Zakharov (1898–1972)              |                                                                                           | Tổng Thanh tra Nhóm Tổng Thanh tra Bộ Quốc phòng Liên Xô |               | Tổng Thanh tra Nhóm Tổng Thanh tra Bộ Quốc phòng Liên Xô | 4/1971-1/1972    | Mấtkhi đang tại nhiệm                                                                   |
| 75  | Mikhail Zakharov (1918–1985)             |                                                                                           | Giám đốc nhà máy kỹ thuật Podolsk Ordzhonikidze |               | Giám đốc nhà máy kỹ thuật Podolsk Ordzhonikidze | 4/1971-3/1976    |                                                                                         |
| 76  | Sergey Zverev (1912–1978)                |                                                                                           | Bộ trưởng Bộ Công nghiệp Quốc phòng Liên Xô |               | Bộ trưởng Bộ Công nghiệp Quốc phòng Liên Xô | 4/1971-3/1976    |                                                                                         |
| 77  | Mikhail Zimyanin (1914–1995)             |                                                                                           | Tổng biên tập báo "Pravda" |               | Tổng biên tập báo "Pravda" | 4/1971-3/1976    |                                                                                         |
| 78  | Grigory Zolotukhin (1911–1988)           |                                                                                           | Bí thư thứ nhất Khu ủy Krasnodar Đảng Cộng sản Liên Xô |               | Bộ trưởng Bộ Thu mua Liên Xô | 4/1973-3/1976    |                                                                                         |
| 79  | Maria Ivannikova (1923–2006)             |                                                                                           | Thợ dệt nhà máy bông Moskva Frunze |               | Thợ dệt nhà máy bông Moskva Frunze | 4/1971-3/1976    |                                                                                         |
| 80  | Yevgeni Ivanovski (1918–1991)            |                                                                                           | Tư lệnh Quân khu Moskva |               | Tổng tư lệnh Tập đoàn quân Liên Xô tại Đức | 7/1972-3/1976    |                                                                                         |
| 81  | Vasily Kavun (1928–2009)                 |                                                                                           | Chủ tịch Ủy ban chấp hành Xô Viết tỉnh Vinnitsa |               | Chủ tịch Ủy ban chấp hành Xô Viết tỉnh Vinnitsa | 4/1971-3/1976    |                                                                                         |
| 82  | Vasily Kazakov (1927–2008)               |                                                                                           | Bí thư thứ hai Thành ủy Leningrad |               | Chủ tịch Ủy ban điều hành Hội đồng thành phố Leningrad | 1/1973-3/1976    |                                                                                         |
| 83  | Ivan Kazanets (1918–2013)                |                                                                                           | Bộ trưởng Bộ Luyện kim sắt Liên Xô |               | Bộ trưởng Bộ Luyện kim sắt Liên Xô | 4/1971-3/1976    |                                                                                         |
| 84  | Valery Kalmykov (1908–1974)              |                                                                                           | Bộ trưởng Bộ Công nghiệp truyền thanh Liên Xô |               | Bộ trưởng Bộ Công nghiệp truyền thanh Liên Xô | 4/1971-3/1974    | Mất khi đang tại nhiệm                                                                  |
| 85  | Mikhail Yasnov (1906–1991)               |                                                                                           | Phó Chủ tịch Đoàn Chủ tịch Xô Viết Tối cao Liên Xô, Chủ tịch Đoàn Chủ tịch Xô Viết Tối cao Nga Xô |               | Phó Chủ tịch Đoàn Chủ tịch Xô Viết Tối cao Liên Xô, Chủ tịch Đoàn Chủ tịch Xô Viết Tối cao Nga Xô | 4/1971-3/1976    |                                                                                         |
| 86  | Ivan Kapitonov (1915–2002)               |                                                                                           | Trưởng ban Tổ chức Trung ương Đảng Cộng sản Liên Xô |               | Trưởng ban Ban Tổ chức Trung ương Đảng Cộng sản Liên Xô | 4/1971-3/1976    |                                                                                         |
| 87  | Konstantin Katushev (1927–2010)          |                                                                                           | Bí thư Trung ương Đảng Cộng sản Liên Xô phụ trách đối ngoại các quốc gia xã hội chủ nghĩa, CMEA, Warsaw |               | Trưởng ban Ban Quan hệ với các Đảng Cộng sản và Công nhân của các nước Xã hội Chủ nghĩa Trung ương Đảng Cộng sản Liên Xô | 5/1972-3/1976    |                                                                                         |
| 88  | Mstislav Keldysh (1911–1978)             |                                                                                           | Chủ tịch Viện Hàn lâm Khoa học Liên Xô, Giám đốc Viện Toán học Ứng dụng Viện Hàn lâm Khoa học Liên Xô, Chủ tịch Ủy ban Giải thưởng Lenin và Nhà nước Hội đồng Bộ trưởng Liên Xô |               | Giám đốc Viện Toán học Ứng dụng Viện Hàn lâm Khoa học Liên Xô, Chủ tịch Ủy ban Giải thưởng Lenin và Nhà nước Hội đồng Bộ trưởng Liên Xô | 11/1975-3/1976   |                                                                                         |
| 89  | Andrei Kirilenko (1906–1990)             |                                                                                           | Bí thư Trung ương Đảng Cộng sản Liên Xô |               | Bí thư Trung ương Đảng Cộng sản Liên Xô | 4/1971-3/1976    |                                                                                         |
| 89  | Andrei Kirilenko (1906–1990)             |                                                                                           | Bí thư Trung ương Đảng Cộng sản Liên Xô |               | Bí thư Trung ương Đảng Cộng sản Liên Xô | 4/1971-3/1976    |                                                                                         |
| 90  | Vladimir Kirillin (1913–1999)            |                                                                                           | Phó Chủ tịch Hội đồng Bộ trưởng Liên Xô, Chủ nhiệm Ủy ban Khoa học Công nghệ Nhà nước Hội đồng Bộ trưởng Liên Xô |               | Phó Chủ tịch Hội đồng Bộ trưởng Liên Xô, Chủ nhiệm Ủy ban Khoa học Công nghệ Nhà nước Hội đồng Bộ trưởng Liên Xô | 4/1971-3/1976    |                                                                                         |
| 91  | Ivan Kiselov (1917–2004)                 |                                                                                           | Tổng giám đốc Nhà máy Ô tô Gorky |               | Tổng giám đốc Nhà máy Ô tô Gorky | 4/1971-3/1976    |                                                                                         |
| 92  | Tikhon Kiselyov (1917–1983)              |                                                                                           | Chủ tịch Hội đồng Bộ trưởng Byelorussia Xô |               | Chủ tịch Hội đồng Bộ trưởng Byelorussia Xô | 4/1971-3/1976    |                                                                                         |
| 93  | Mikhail Klepikov (1927–1999)             |                                                                                           | Quản đốc Trang trại tập thể Kuban |               | Quản đốc Trang trại tập thể Kuban | 4/1971-3/1976    |                                                                                         |
| 94  | Alexander Kovalenko (1909–1987)          |                                                                                           | Bí thư thứ nhất Tỉnh ủy Orenburg Đảng Cộng sản Liên Xô |               | Bí thư thứ nhất Tỉnh ủy Orenburg Đảng Cộng sản Liên Xô | 4/1971-3/1976    |                                                                                         |
| 95  | Yevgeny Kozhevnikov (1905–1979)          |                                                                                           | Bộ trưởng Bộ Xây dựng Giao thông |               | Bộ trưởng Bộ Xây dựng Giao thông | 4/1971-3/1976    |                                                                                         |
| 96  | Nikolai Kozlov (1925–2001)               |                                                                                           | Chủ tịch Ủy ban chấp hành Xô Viết Tỉnh Moskva |               | Chủ tịch Ủy ban chấp hành Xô Viết Tỉnh Moskva | 4/1971-3/1976    |                                                                                         |
| 97  | Pavel Kozyr (1913–1998)                  |                                                                                           | Bí thư thứ nhất Tỉnh ủy Odessa Đảng Cộng sản Ukraine |               | Bí thư thứ nhất Tỉnh ủy Odessa Đảng Cộng sản Ukraine | 4/1971-3/1976    |                                                                                         |
| 98  | Aleksandr Kokarev (1909–1991)            |                                                                                           | Tổng cục trưởng Tổng cục Dự trữ Vật chất Nhà nước Hội đồng Bộ trưởng |               | Tổng cục trưởng Tổng cục Dự trữ Vật chất Nhà nước Hội đồng Bộ trưởng | 4/1971-3/1976    |                                                                                         |
| 99  | Ivan Konev (1898–1973)                   |                                                                                           | Tổng Thanh tra Nhóm Tổng Thanh tra Bộ Quốc phòng Liên Xô |               | Tổng Thanh tra Nhóm Tổng Thanh tra Bộ Quốc phòng Liên Xô | 4/1971-5/1973    | Mất khi đang tại nhiệm                                                                  |
| 100 | Nikolay Konovalov (1907–1993)            |                                                                                           | Bí thư thứ nhất Tỉnh ủy Kaliningrad Đảng Cộng sản Liên Xô |               | Bí thư thứ nhất Tỉnh ủy Kaliningrad Đảng Cộng sản Liên Xô | 4/1971-3/1976    |                                                                                         |
| 101 | Vasily Konotop (1916–1995)               |                                                                                           | Bí thư thứ nhất Tỉnh ủy Moskva Đảng Cộng sản Liên Xô |               | Bí thư thứ nhất Tỉnh ủy Moskva Đảng Cộng sản Liên Xô | 4/1971-3/1976    |                                                                                         |
| 102 | Oleksandr Korniychuk (1905–1972)         |                                                                                           | Phó Chủ tịch Đoàn Chủ tịch Xô Viết Tối cao Liên Xô, Chủ tịch Đoàn Chủ tịch Xô Viết Tối cao Ukraine |               | Phó Chủ tịch Đoàn Chủ tịch Xô Viết Tối cao Liên Xô, Chủ tịch Đoàn Chủ tịch Xô Viết Tối cao Ukraine | 4/1971-5/1972    | Mất khi đang tại nhiệm                                                                  |
| 103 | Boris Korotkov (1927–1995)               |                                                                                           | Bí thư thứ nhất Tỉnh ủy Perm Đảng Cộng sản Liên Xô |               | Bí thư thứ nhất Tỉnh ủy Perm Đảng Cộng sản Liên Xô | 4/1971-11/1972   |                                                                                         |
| 104 | Nikolay Korytkov (1910–2000)             |                                                                                           | Bí thư thứ nhất Tỉnh ủy Kalinin Đảng Cộng sản Liên Xô |               | Bí thư thứ nhất Tỉnh ủy Kalinin Đảng Cộng sản Liên Xô | 4/1971-3/1976    |                                                                                         |
| 105 | Shapet Kospanov (1914–2006)              |                                                                                           | Bí thư thứ nhất Khu ủy Tây Kazakhstan Đảng Cộng sản Kazakhstan |               | Bí thư thứ nhất Khu ủy Tây Kazakhstan Đảng Cộng sản Kazakhstan | 4/1971-3/1976    |                                                                                         |
| 106 | Leonid Kostandov (1915–1984)             |                                                                                           | Bộ trưởng Bộ Công nghiệp Hóa học |               | Bộ trưởng Bộ Công nghiệp Hóa học | 4/1971-3/1976    |                                                                                         |
| 107 | Anatoly Kostousov (1906–1985)            |                                                                                           | Bộ trưởng Bộ Máy Công cụ và Công nghiệp Công cụ |               | Bộ trưởng Bộ Máy Công cụ và Công nghiệp Công cụ | 4/1971-3/1976    |                                                                                         |
| 108 | Alexei Kosygin (1904–1980)               |                                                                                           | Chủ tịch Hội đồng Bộ trưởng Liên Xô |               | Chủ tịch Hội đồng Bộ trưởng Liên Xô | 4/1971-3/1976    |                                                                                         |
| 109 | Anton Kochinyan (1913–1989)              |                                                                                           | Bí thư thứ nhất Trung ương Đảng Cộng sản Armenia |               | Bí thư thứ nhất Trung ương Đảng Cộng sản Armenia | 4/1971-11/1974   | Nghỉ hưu                                                                                |
| 110 | Mikhail Krakhmalov (1914–1977)           |                                                                                           | Bí thư thứ nhất Tỉnh ủy Bryansk Đảng Cộng sản Liên Xô |               | Bí thư thứ nhất Tỉnh ủy Bryansk Đảng Cộng sản Liên Xô | 4/1971-3/1976    |                                                                                         |
| 111 | Nikolay Krylov (1903–1972)               |                                                                                           | Tư lệnh Lực lượng Tên lửa Chiến lược Liên Xô |               | Tư lệnh Lực lượng Tên lửa Chiến lược Liên Xô | 4/1971-2/1972    | Mất khi đang tại nhiệm                                                                  |
| 112 | Vasily Kuznetsov (1901–1990)             |                                                                                           | Thứ trưởng thứ nhất Bộ Ngoại giao Liên Xô |               | Thứ trưởng thứ nhất Bộ Ngoại giao Liên Xô | 4/1971-3/1976    |                                                                                         |
| 113 | Fyodor Kulakov (1918–1978)               |                                                                                           | Trưởng ban Ban Nông nghiệp Trung ương Đảng Cộng sản Liên Xô |               | Trưởng ban Ban Nông nghiệp Trung ương Đảng Cộng sản Liên Xô | 4/1971-3/1976    |                                                                                         |
| 113 | Fyodor Kulakov (1918–1978)               |                                                                                           | Trưởng ban Ban Nông nghiệp Trung ương Đảng Cộng sản Liên Xô |               | Trưởng ban Ban Nông nghiệp Trung ương Đảng Cộng sản Liên Xô | 4/1971-3/1976    |                                                                                         |
| 114 | Viktor Kulikov (1921–2013)               |                                                                                           | Tổng Tư lệnh Tập đoàn quân Liên Xô tại Đức |               | Tổng Tham mưu trưởng Lực lượng Vũ trang Liên Xô, Thứ trưởng thứ nhất Bộ Quốc phòng Liên Xô | 9/1971-3/1976    |                                                                                         |
| 115 | Leonid Kulichenko (1913–1990)            |                                                                                           | Bí thư thứ nhất Tỉnh ủy Volgograd |               | Bí thư thứ nhất Tỉnh ủy Volgograd | 4/1971-3/1976    |                                                                                         |
| 116 | Dinmukhamed Konayev (1912–1993)          |                                                                                           | Bí thư thứ nhất Trung ương Đảng cộng sản Kazakhstan |               | Bí thư thứ nhất Trung ương Đảng cộng sản Kazakhstan | 4/1971-3/1976    |                                                                                         |
| 117 | Pavel Kutakhov (1914–1984)               |                                                                                           | Tổng tư lệnh Lực lượng Không quân Liên Xô |               | Tổng tư lệnh Lực lượng Không quân Liên Xô | 4/1971-3/1976    |                                                                                         |
| 118 | Vasily Kutsevol (1920–2001)              |                                                                                           | Bí thư thứ nhất Tỉnh ủy Lviv Đảng Cộng sản Ukraine |               | Chủ tịch Ủy ban Kiểm sát Nhân dân Ukraine Xô | 11/1973-3/1976   |                                                                                         |
| 119 | Ivan Kebin (1905–1999)                   |                                                                                           | Bí thư thứ nhất Trung ương Đảng Cộng sản Estonia |               | Bí thư thứ nhất Trung ương Đảng Cộng sản Estonia | 4/1971-3/1976    |                                                                                         |
| 120 | Sergey Lapin (1912–1990)                 |                                                                                           | Chủ tịch Ủy ban Phát thanh và Truyền hình Hội đồng Bộ trưởng Liên Xô |               | Chủ tịch Ủy ban Phát thanh và Truyền hình Hội đồng Bộ trưởng Liên Xô | 4/1971-3/1976    |                                                                                         |
| 121 | Yevgeny Lebedev (1923–1974)              |                                                                                           | Thợ mài của nhà máy Kirov |               | Thợ mài của nhà máy Kirov | 4/1971-2/1974    | Mất khi đang tại nhiệm                                                                  |
| 122 | Pavel Leonov (1918–1992)                 |                                                                                           | Bí thư thứ nhất Tỉnh ủy Sakhalin Đảng Cộng sản Liên Xô |               | Bí thư thứ nhất Tỉnh ủy Sakhalin Đảng Cộng sản Liên Xô | 4/1971-3/1976    |                                                                                         |
| 123 | Mikhail Lesechko (1909–1984)             |                                                                                           | Phó Chủ tịch Hội đồng Bộ trưởng Liên Xô |               | Phó Chủ tịch Hội đồng Bộ trưởng Liên Xô | 4/1971-3/1976    |                                                                                         |
| 124 | Viktor Lomakin (1926–2012)               |                                                                                           | Bí thư thứ nhất Khu ủy Primorsky Đảng Cộng sản Liên Xô |               | Bí thư thứ nhất Khu ủy Primorsky Đảng Cộng sản Liên Xô | 4/1971-3/1976    |                                                                                         |
| 125 | Pyotr Lomako (1904–1990)                 |                                                                                           | Bộ trưởng Bộ Luyện kim màu Liên Xô |               | Bộ trưởng Bộ Luyện kim màu Liên Xô | 4/1971-3/1976    |                                                                                         |
| 126 | Vladimir Lomonosov (1928–1999)           |                                                                                           | Bí thư thứ hai Trung ương Đảng Cộng sản Uzbekistan |               | Bí thư thứ hai Trung ương Đảng Cộng sản Uzbekistan | 4/1971-3/1976    |                                                                                         |
| 127 | Ivan Lutak (1919–2009)                   |                                                                                           | Bí thư thứ hai Trung ương Đảng Cộng sản Ukraine |               | Bí thư thứ nhất Tỉnh ủy Cherkasy Đảng Cộng sản Ukraine | 1/1976-3/1976    |                                                                                         |
| 128 | Oleksandr Liashko (1915–2002)            |                                                                                           | Chủ tịch Đoàn Chủ tịch Xô Viết Tối cao Ukraine Xô |               | Chủ tịch Hội đồng Bộ trưởng Ukraine Xô | 6/1972-3/1976    |                                                                                         |
| 129 | Nikolay Lyashchenko (1910–2000)          |                                                                                           | Tư lệnh Quân khu Trung Á |               | Tư lệnh Quân khu Trung Á | 4/1971-3/1976    |                                                                                         |
| 130 | Kirill Mazurov (1914–1989)               |                                                                                           | Phó Chủ tịch thứ nhất Hội đồng Bộ trưởng Liên Xô |               | Phó Chủ tịch thứ nhất Hội đồng Bộ trưởng Liên Xô | 4/1971-3/1976    |                                                                                         |
| 131 | Sergey Manyakin (1923–2010)              |                                                                                           | Bí thư thứ nhất Tỉnh ủy Omsk Đảng cộng sản Liên Xô |               | Bí thư thứ nhất Tỉnh ủy Omsk Đảng cộng sản Liên Xô | 4/1971-3/1976    |                                                                                         |
| 132 | Valery Marisov (1915–1992)               |                                                                                           | Bí thư thứ nhất Khu ủy Udmurt Đảng Cộng sản Liên Xô |               | Bí thư thứ nhất Khu ủy Udmurt Đảng Cộng sản Liên Xô | 4/1971-3/1976    |                                                                                         |
| 133 | Georgy Markov (1911–1991)                |                                                                                           | Bí thư thứ nhất Hội Nhà văn Liên Xô |               | Bí thư thứ nhất Hội Nhà văn Liên Xô | 4/1971-3/1976    |                                                                                         |
| 134 | Sergei Maryakhin (1911–1972)             |                                                                                           | Thứ trưởng Bộ Quốc phòng Liên Xô |               | Thứ trưởng Bộ Quốc phòng Liên Xô | 4/1971-6/1972    | Mất khi đang tại nhiệm                                                                  |
| 135 | Nikolay Maslennikov (1921–2013)          |                                                                                           | Bí thư thứ nhất Tỉnh ủy Gorky Đảng Cộng sản Liên Xô |               | Phó Chủ tịch thứ nhất Hội đồng Bộ trưởng Nga Xô | 5/1974-3/1976    |                                                                                         |
| 136 | Nazar Matchanov (1923–2010)              |                                                                                           | Phó Chủ tịch Đoàn Chủ tịch Xô Viết Tối cao Liên Xô, Chủ tịch Đoàn chủ tịch Xô Viết Tối cao Uzbekistan Xô |               | Phó Chủ tịch Đoàn Chủ tịch Xô Viết Tối cao Liên Xô, Chủ tịch Đoàn chủ tịch Xô Viết Tối cao Uzbekistan Xô | 4/1971-3/1976    |                                                                                         |
| 137 | Vladimir Matskevich (1909–1998)          |                                                                                           | Bộ trưởng Bộ Nông nghiệp Liên Xô |               | Bộ trưởng Bộ Nông nghiệp Liên Xô | 4/1971-3/1976    |                                                                                         |
| 138 | Pyotr Masherov (1918–1980)               |                                                                                           | Bí thư thứ nhất Trung ương Đảng Cộng sản Belarus |               | Bí thư thứ nhất Trung ương Đảng Cộng sản Belarus | 4/1971-3/1976    |                                                                                         |
| 139 | Valentin Mesyats (1928-)                 |                                                                                           | Bí thư thứ hai Trung ương Đảng Cộng sản Kazakhstan |               | Bí thư thứ hai Trung ương Đảng Cộng sản Kazakhstan | 4/1971-3/1976    |                                                                                         |
| 140 | Vasil Mzhavanadze (1902–1988)            |                                                                                           | Bí thư thứ nhất Đảng Cộng sản Gruzia |               | Bí thư thứ nhất Đảng Cộng sản Gruzia | 4/1971-9/1972    | Ủy viên dự khuyết Bộ chính trị đến 4/1972                                               |
| 141 | Anastas Mikoyan (1895–1978)              |                                                                                           | Ủy viên Đoàn Chủ tịch Xô Viết Tối cao Liên Xô |               | Ủy viên Đoàn Chủ tịch Xô Viết Tối cao Liên Xô | 4/1971-6/1974    |                                                                                         |
| 142 | German Mikhaylov (1929-1999)             |                                                                                           | Công nhân Nhà máy chế tạo máy Kharkov V. A. Malysheva Bộ Quốc phòng Liên Xô |               | Công nhân Nhà máy chế tạo máy Kharkov V. A. Malysheva Bộ Quốc phòng Liên Xô | 4/1971-3/1976    |                                                                                         |
| 143 | Andrey Modogoyev (1915–1989)             |                                                                                           | Bí thư thứ nhất Khu ủy Buryat Đảng Cộng sản Liên Xô |               | Bí thư thứ nhất Khu ủy Buryat Đảng Cộng sản Liên Xô | 4/1971-3/1976    |                                                                                         |
| 144 | Kirill Moskalenko (1902–1985)            |                                                                                           | Chánh Thanh tra Bộ Quốc phòng Liên Xô - Thứ trưởng Bộ Quốc phòng Liên Xô |               | Chánh Thanh tra Bộ Quốc phòng Liên Xô - Thứ trưởng Bộ Quốc phòng Liên Xô | 4/1971-3/1976    |                                                                                         |
| 145 | Yadgar Nasriddinova (1920–2006)          |                                                                                           | Chủ tịch Xô Viết Quốc gia Xô Viết Tối cao Liên Xô |               | Thứ trưởng Bộ Công nghiệp Vật liệu Xây dựng Liên Xô | 8/1974-12/1975   | Rút khỏi Trung ương từ tháng 12/1975                                                    |
| 146 | Pyotr Neporozhniy (1910–1999)            |                                                                                           | Bộ trưởng Bộ Năng lượng và Điện khí hóa |               | Bộ trưởng Bộ Năng lượng và Điện khí hóa | 4/1971-3/1976    |                                                                                         |
| 147 | Valentina Tereshkova (1937-)             |                                                                                           | Chủ tịch Ủy ban Phụ nữ Xô Viết Liên Xô |               | Chủ tịch Ủy ban Phụ nữ Xô Viết Liên Xô | 4/1971-3/1976    |                                                                                         |
| 148 | Sabir Niyazbekov (1912–1989)             |                                                                                           | Chủ tịch Đoàn chủ tịch Xô Viết Tối cao Kazakhstan Xô |               | Chủ tịch Đoàn chủ tịch Xô Viết Tối cao Kazakhstan Xô | 4/1971-3/1976    |                                                                                         |
| 149 | Vladimir Novikov (1907–2000)             |                                                                                           | Phó Chủ tịch Hội đồng Bộ trưởng Liên Xô |               | Phó Chủ tịch Hội đồng Bộ trưởng Liên Xô | 4/1971-3/1976    |                                                                                         |
| 150 | Ignati Novikov (1907–1993)               |                                                                                           | Phó Chủ tịch Hội đồng Bộ trưởng Liên Xô, Chủ nhiệm Ủy ban Xây dựng Nhà nước Hội đồng Bộ trưởng Liên Xô |               | Phó Chủ tịch Hội đồng Bộ trưởng Liên Xô, Chủ nhiệm Ủy ban Xây dựng Nhà nước Hội đồng Bộ trưởng Liên Xô | 4/1971-3/1976    |                                                                                         |
| 151 | Ziya Nuriyev (1915–2012)                 |                                                                                           | Bộ trưởng Bộ Thu hoạch |               | Phó Chủ tịch Hội đồng Bộ trưởng Liên Xô | 4/1973-3/1976    |                                                                                         |
| 152 | Nikolai Ogarkov (1917–1994)              |                                                                                           | Phó Tổng Tham mưu trưởng thứ nhất Lực lượng Vũ trang Liên Xô |               | Thứ trưởng Bộ Quốc phòng Liên Xô, Chủ nhiệm Ủy ban Kỹ thuật Nhà nước Liên Xô | 3/1974-3/1976    |                                                                                         |
| 153 | Vladimir Orlov (1921–1999)               |                                                                                           | Bí thư thứ nhất Tỉnh ủy Kuibyshev Đảng Cộng sản Liên Xô |               | Bí thư thứ nhất Tỉnh ủy Kuibyshev Đảng Cộng sản Liên Xô | 4/1971-3/1976    |                                                                                         |
| 154 | Vladimir Pavlov (1923–1998)              |                                                                                           | Đại sứ đặc mệnh toàn quyền Liên Xô tại Hungary |               | Đại sứ đặc mệnh toàn quyền Liên Xô tại Hungary | 4/1971-3/1976    |                                                                                         |
| 155 | Georgy Pavlov (1910–1991)                |                                                                                           | Chánh Văn phòng Trung ương Đảng Cộng sản Liên Xô |               | Chánh Văn phòng Trung ương Đảng Cộng sản Liên Xô | 4/1971-3/1976    |                                                                                         |
| 156 | Ivan Pavlovsky (1909–1999)               |                                                                                           | Thứ trưởng Bộ Quốc phòng Liên Xô, Tổng Tư lệnh Lực lượng Lục quân Liên Xô |               | Thứ trưởng Bộ Quốc phòng Liên Xô, Tổng Tư lệnh Lực lượng Lục quân Liên Xô | 4/1971-3/1976    |                                                                                         |
| 157 | Nikolai Patolichev (1908–1989)           |                                                                                           | Bộ trưởng Ngoại thương Liên Xô |               | Bộ trưởng Ngoại thương Liên Xô | 4/1971-3/1976    |                                                                                         |
| 158 | Borys Paton (1918-)                      |                                                                                           | Chủ tịch Viện Hàn lâm Khoa học Quốc gia Ukraine |               | Chủ tịch Viện Hàn lâm Khoa học Quốc gia Ukraine | 4/1971-3/1976    |                                                                                         |
| 159 | Nikolay Pegov (1905–1991)                |                                                                                           | Đại sứ đặc mệnh toàn quyền Liên Xô tại Ấn Độ |               | Thứ trưởng Bộ Ngoại giao | 4/1973-3/1976    |                                                                                         |
| 160 | Arvīds Pelše (1899–1983)                 |                                                                                           | Chủ tịch Ủy ban kiểm tra Trung ương Đảng Cộng sản Liên Xô |               | Chủ tịch Ủy ban kiểm tra Trung ương Đảng Cộng sản Liên Xô | 4/1971-3/1976    |                                                                                         |
| 161 | Stanislav Pilotovich (1922–1986)         |                                                                                           | Đại sứ đặc mệnh toàn quyền Liên Xô tại Ba Lan |               | Đại sứ đặc mệnh toàn quyền Liên Xô tại Ba Lan | 4/1971-3/1976    |                                                                                         |
| 162 | Nikolai Podgorny (1903–1983)             |                                                                                           | Chủ tịch Đoàn chủ tịch Xô Viết Tối cao Liên Xô |               | Chủ tịch Đoàn chủ tịch Xô Viết Tối cao Liên Xô | 4/1971-3/1976    |                                                                                         |
| 163 | Ivan Polyakov (1914–2004)                |                                                                                           | Bí thư thứ nhất Tỉnh ủy Minsk Đảng cộng sản Belarus |               | Bí thư thứ nhất Tỉnh ủy Minsk Đảng cộng sản Belarus | 4/1971-3/1976    |                                                                                         |
| 164 | Dmitry Polyansky (1917–2001)             |                                                                                           | Phó Chủ tịch thứ nhất Hội đồng Bộ trưởng Liên Xô |               | Bộ trưởng Bộ Nông nghiệp Liên Xô | 2/1973-3/1976    |                                                                                         |
| 165 | Boris Ponomarev (1905–1995)              |                                                                                           | Trưởng ban Ban Quốc tế Trung ương Đảng Cộng sản Liên Xô về đối ngoại với Đảng Cộng sản tại các nước tư bản |               | Trưởng ban Ban Quốc tế Trung ương Đảng Cộng sản Liên Xô về đối ngoại với Đảng Cộng sản tại các nước tư bản | 4/1971-3/1976    | Ủy viên dự khuyết Bộ Chính trị từ 5/1972                                                |
| 165 | Boris Ponomarev (1905–1995)              |                                                                                           | Trưởng ban Ban Quốc tế Trung ương Đảng Cộng sản Liên Xô về đối ngoại với Đảng Cộng sản tại các nước tư bản |               | Trưởng ban Ban Quốc tế Trung ương Đảng Cộng sản Liên Xô về đối ngoại với Đảng Cộng sản tại các nước tư bản | 4/1971-3/1976    | Ủy viên dự khuyết Bộ Chính trị từ 5/1972                                                |
| 166 | Maria Popova (1928-)                     |                                                                                           | Nhân viên điều hành cần cẩu cảng thương mại biển Nakhodka |               | Nhân viên điều hành cần cẩu cảng thương mại biển Nakhodka | 4/1971-3/1976    |                                                                                         |
| 167 | Nina Popova (1902–1994)                  |                                                                                           | Chủ tịch Đoàn chủ tịch Liên hiệp các Hiệp hội quan hệ văn hóa và hữu nghị với các quốc gia |               | Chủ tịch Đoàn chủ tịch Liên hiệp các Hiệp hội quan hệ văn hóa và hữu nghị với các quốc gia | 4/1971-3/1976    |                                                                                         |
| 168 | Nikolay Priyezzhev (1919–1989)           |                                                                                           | Bí thư thứ nhất Tỉnh ủy Ryazan Đảng Cộng sản Liên Xô |               | Bí thư thứ nhất Tỉnh ủy Ryazan Đảng Cộng sản Liên Xô | 4/1971-3/1976    |                                                                                         |
| 169 | Siarhei Prytytski (1913–1971)            |                                                                                           | Chủ tịch Đoàn Chủ tịch Xô Viết Tối cao Belarus Xô |               | Chủ tịch Đoàn Chủ tịch Xô Viết Tối cao Belarus Xô | 4/1971-6/1971    | Mất khi đang tại nhiệm                                                                  |
| 170 | Mikhail Prokofyev (1910–1999)            |                                                                                           | Bộ trưởng Bộ Giáo dục Liên Xô |               | Bộ trưởng Bộ Giáo dục Liên Xô | 4/1971-3/1976    |                                                                                         |
| 171 | Vasily Promyslov (1908–1992)             |                                                                                           | Chủ tịch Ủy ban chấp hành Xô Viết Thành phố Moskva |               | Chủ tịch Ủy ban chấp hành Xô Viết Thành phố Moskva | 4/1971-3/1976    |                                                                                         |
| 172 | Vasily Prokhorov (1906–1989)             |                                                                                           | Thư ký Hội đồng Trung ương các Công đoàn toàn Liên Xô |               | Thư ký Hội đồng Trung ương các Công đoàn toàn Liên Xô | 4/1971-3/1976    |                                                                                         |
| 173 | Alexander Puzanov (1906–1998)            |                                                                                           | Đại sứ đặc mệnh toàn quyền Liên Xô tại Bulgaria |               | Đại sứ đặc mệnh toàn quyền Liên Xô tại Afghanistan | 10/1972-3/1976   |                                                                                         |
| 174 | Jabbor Rasulov (1913–1982)               |                                                                                           | Bí thư thứ nhất Trung ương Đảng Cộng sản Tajikistan |               | Bí thư thứ nhất Trung ương Đảng Cộng sản Tajikistan | 4/1971-3/1976    |                                                                                         |
| 175 | Sharof Rashidov (1917–1983)              |                                                                                           | Bí thư thứ nhất Trung ương Đảng Cộng sản Uzbekistan |               | Bí thư thứ nhất Trung ương Đảng Cộng sản Uzbekistan | 4/1971-3/1976    |                                                                                         |
| 176 | Nikolai Rodionov (1915–1999)             |                                                                                           | Thứ trưởng Bộ Ngoại giao Liên Xô |               | Thứ trưởng Bộ Ngoại giao Liên Xô | 4/1971-3/1976    |                                                                                         |
| 177 | Grigory Romanov (1923–2008)              |                                                                                           | Bí thư thứ nhất Tỉnh ủy Leningrad Đảng Cộng sản Liên Xô |               | Bí thư thứ nhất Tỉnh ủy Leningrad Đảng Cộng sản Liên Xô | 4/1971-3/1976    |                                                                                         |
| 178 | Roman Rudenko (1907–1981)                |                                                                                           | Tổng công tố Văn phòng Tổng công tố Liên Xô |               | Tổng công tố Văn phòng Tổng công tố Liên Xô | 4/1971-3/1976    |                                                                                         |
| 179 | Konstantin Rudnev (1911–1980)            |                                                                                           | Bộ trưởng Bộ Kỹ thuật Thiết bị Tự động hóa và Hệ thống Điều khiển Liên Xô |               | Bộ trưởng Bộ Kỹ thuật Thiết bị Tự động hóa và Hệ thống Điều khiển Liên Xô | 4/1971-3/1976    |                                                                                         |
| 180 | Alexey Rumyantsev (1905–1993)            |                                                                                           | Phó Chủ tịch Viện Hàn lâm Khoa học Liên Xô |               | Thành viên Đoàn chủ tịch Viện hàn lâm Khoa học Liên Xô | 11/1971-3/1976   |                                                                                         |
| 181 | Konstantin Rusakov (1909–1993)           |                                                                                           | Trưởng ban Ban Quan hệ với các Đảng Cộng sản và Công nhân của các nước Xã hội Chủ nghĩa Trung ương Đảng Cộng sản Liên Xô |               | Trợ lý Tổng Bí thư Trung ương Đảng Cộng sản Liên Xô | 5/1972-3/1976    |                                                                                         |
| 182 | Vasily Rykov (1918–2011)                 |                                                                                           | Bí thư thứ hai Trung ương Đảng Cộng sản Turkmenistan |               | đại sứ toàn quyền của Liên Xô tại Algeria | 4/1975-3/1976    |                                                                                         |
| 183 | Vasily Ryabikov (1907–1974)              |                                                                                           | Phó Chủ tịch thứ nhất Ủy ban Kế hoạch Nhà nước Hội đồng Bộ trưởng Liên Xô |               | Phó Chủ tịch thứ nhất Ủy ban Kế hoạch Nhà nước Hội đồng Bộ trưởng Liên Xô | 4/1971-7/1974    | Mấtkhi đang tại nhiệm                                                                   |
| 184 | Yakov Ryabov (1928-)                     |                                                                                           | Bí thư thứ nhất Tỉnh ủy Sverdlovsk Đảng Cộng sản Liên Xô |               | Bí thư thứ nhất Tỉnh ủy Sverdlovsk Đảng Cộng sản Liên Xô | 4/1971-3/1976    |                                                                                         |
| 185 | Ivan Senkin (1915–1986)                  |                                                                                           | Bí thư thứ nhất Khu ủy Karelian Đảng Cộng sản Liên Xô |               | Bí thư thứ nhất Khu ủy Karelian Đảng Cộng sản Liên Xô | 4/1971-3/1976    |                                                                                         |
| 186 | Semon Skachkov (1907–1996)               |                                                                                           | Chủ nhiệm Ủy ban Quan hệ Kinh tế Đối ngoại Nhà nước Hội đồng Bộ trưởng Liên Xô |               | Chủ nhiệm Ủy ban Quan hệ Kinh tế Đối ngoại Nhà nước Hội đồng Bộ trưởng Liên Xô | 4/1971-3/1976    |                                                                                         |
| 187 | Anatoly Skochilov (1912–1977)            |                                                                                           | Bí thư thứ nhất Tỉnh ủy Ulyanovsk Đảng Cộng sản Liên Xô |               | Bí thư thứ nhất Tỉnh ủy Ulyanovsk Đảng Cộng sản Liên Xô | 4/1971-3/1976    |                                                                                         |
| 188 | Yefim Slavsky (1898–1991)                |                                                                                           | Bộ trưởng Bộ Cơ khí hạng trung Liên Xô |               | Bộ trưởng Bộ Cơ khí hạng trung Liên Xô | 4/1971-3/1976    |                                                                                         |
| 189 | Vasily Smirnov (1904–1979)               |                                                                                           | Chủ tịch ban cải cách doanh nghiệp và tổ chức trong công nghiệp đóng tàu |               | Chủ tịch ban cải cách doanh nghiệp và tổ chức trong công nghiệp đóng tàu | 4/1971-3/1976    |                                                                                         |
| 190 | Leonid Smirnov (1916–2001)               |                                                                                           | Phó Chủ tịch Hội đồng Bộ trưởng Liên Xô |               | Phó Chủ tịch Hội đồng Bộ trưởng Liên Xô | 4/1971-3/1976    |                                                                                         |
| 191 | Antanas Sniečkus (1903–1974)             |                                                                                           | Bí thư thứ nhất Trung ương Đảng Cộng sản Litva |               | Bí thư thứ nhất Trung ương Đảng Cộng sản Litva | 4/1971-1/1974    | Mất khi đang tại nhiệm                                                                  |
| 192 | Sergey Sokolov (1911–2012)               |                                                                                           | Thứ trưởng thứ nhất của Bộ Quốc phòng Liên Xô |               | Thứ trưởng thứ nhất của Bộ Quốc phòng Liên Xô | 4/1971-3/1976    |                                                                                         |
| 193 | Tikhon Sokovlev (1913–1992)              |                                                                                           | Phó Chủ tịch thứ nhất Ủy ban Kế hoạch Nhà nước Hội đồng Bộ trưởng Liên Xô |               | Phó Chủ tịch thứ nhất Ủy ban Kế hoạch Nhà nước Hội đồng Bộ trưởng Liên Xô | 4/1971-3/1976    |                                                                                         |
| 194 | Mikhail Solomentsev (1913–2008)          |                                                                                           | Trưởng ban Ban Công nghiệp nặng Trung ương Đảng |               | Trưởng ban Ban Công nghiệp nặng Trung ương Đảng | 4/1971-3/1976    |                                                                                         |
| 195 | Vladimir Stepakov (1912–1987)            |                                                                                           | Đại sứ đặc mệnh toàn quyền Liên Xô tại Nam Tư |               | Đại sứ đặc mệnh toàn quyền Liên Xô tại Nam Tư | 4/1971-3/1976    |                                                                                         |
| 196 | Alexander Struyev (1906–1991)            |                                                                                           | Bộ trưởng Thương mại Liên Xô |               | Bộ trưởng Thương mại Liên Xô | 4/1971-3/1976    |                                                                                         |
| 197 | Fodor Surganov (1911–1976)               |                                                                                           | Bí thư thứ hai Trung ương Đảng Cộng sản Belarus |               | Chủ tịch Đoàn chủ tịch Xô Viết Tối cao Belarus Xô | 7/1971-3/1976    |                                                                                         |
| 198 | Mikhail Suslov (1902–1982)               |                                                                                           | Phó Chủ tịch Đoàn Chủ tịch Xô viết Tối cao |               | Phó Chủ tịch Đoàn Chủ tịch Xô viết Tối cao | 4/1971-3/1976    |                                                                                         |
| 199 | Fikryat Tabeyev (1928-)                  |                                                                                           | Bí thư thứ nhất Khu ủy Tatarstan Đảng Cộng sản Liên Xô |               | Bí thư thứ nhất Khu ủy Tatarstan Đảng Cộng sản Liên Xô | 4/1971-3/1976    |                                                                                         |
| 200 | Aleksey Titarenko (1915–1992)            |                                                                                           | Ủy viên Bộ Chính trị Trung ương Đảng Cộng sản Ukraine |               | Ủy viên Bộ Chính trị Trung ương Đảng Cộng sản Ukraine | 4/1971-3/1976    |                                                                                         |
| 201 | Vitaly Titov (1907–1980)                 |                                                                                           | Phó Chủ tịch thứ nhất của Liên Xô tại Hội đồng Tương trợ Kinh tế |               | Phó Chủ tịch thứ nhất của Liên Xô tại Hội đồng Tương trợ Kinh tế | 4/1971-3/1976    |                                                                                         |
| 202 | Nikolai Tikhonov (1905–1997)             |                                                                                           | Phó Chủ tịch Hội đồng Bộ trưởng Liên Xô |               | Phó Chủ tịch Hội đồng Bộ trưởng Liên Xô | 4/1971-3/1976    |                                                                                         |
| 203 | Salchak Toka (1901–1973)                 |                                                                                           | Bí thư thứ nhất Khu ủy Tuva Đảng Cộng sản Liên Xô |               | Bí thư thứ nhất Khu ủy Tuva Đảng Cộng sản Liên Xô | 4/1971-5/1973    | Mất khi đang tại nhiệm                                                                  |
| 204 | Aleksandr Tokarev (1921–2004)            |                                                                                           | Bộ trưởng Bộ Xây dựng Công nghiệp Liên Xô |               | Bộ trưởng Bộ Xây dựng Công nghiệp Liên Xô | 4/1971-3/1976    |                                                                                         |
| 205 | Vasily Tolstikov (1917–2003)             |                                                                                           | Đại sứ đặc mệnh toàn quyền Liên Xô tại Cộng hòa Nhân dân Trung Hoa |               | Đại sứ đặc mệnh toàn quyền Liên Xô tại Cộng hòa Nhân dân Trung Hoa | 4/1971-3/1976    |                                                                                         |
| 206 | Nikita Tolubeyev (1922–2013)             |                                                                                           | Đại sứ đặc mệnh toàn quyền Liên Xô tại Cuba |               | Đại sứ đặc mệnh toàn quyền Liên Xô tại Cuba | 4/1971-3/1976    |                                                                                         |
| 207 | Sergey Trapeznikov (1912–1984)           |                                                                                           | Trưởng ban Ban Tổ chức Giáo dục và Khoa học Trung ương Đảng Cộng sản Liên Xô |               | Trưởng ban Ban Tổ chức Giáo dục và Khoa học Trung ương Đảng Cộng sản Liên Xô | 4/1971-3/1976    |                                                                                         |
| 208 | Yevgeny Tyazhelnikov (1928-)             |                                                                                           | Bí thư thứ nhất Trung ương Komsomol |               | Bí thư thứ nhất Trung ương Komsomol | 4/1971-3/1976    |                                                                                         |
| 209 | Magomed-Salam Umakhanov (1918–1992)      |                                                                                           | Bí thứ thứ nhất Khu ủy Dagestan Đảng Cộng sản Liên Xô |               | Bí thứ thứ nhất Khu ủy Dagestan Đảng Cộng sản Liên Xô | 4/1971-3/1976    |                                                                                         |
| 210 | Dmitriy Ustinov (1908–1984)              |                                                                                           | Bí thư Trung ương Đảng Cộng sản Liên Xô |               | Bí thư Trung ương Đảng Cộng sản Liên Xô | 4/1971-3/1976    |                                                                                         |
| 210 | Dmitriy Ustinov (1908–1984)              |                                                                                           | Bí thư Trung ương Đảng Cộng sản Liên Xô |               | Bí thư Trung ương Đảng Cộng sản Liên Xô | 4/1971-3/1976    |                                                                                         |
| 211 | Turdakun Usubaliyev (1919-)              |                                                                                           | Bí thư thứ nhất Trung ương Đảng Cộng sản Kyrgyzstan |               | Bí thư thứ nhất Trung ương Đảng Cộng sản Kyrgyzstan | 4/1971-3/1976    |                                                                                         |
| 212 | Pyotr Fedoseyev (1908–1990)              |                                                                                           | Viện trưởng Viện chủ nghĩa Mác - Lênin Trung ương Đảng Cộng sản Liên Xô |               | Phó Chủ tịch Viện Hàn lâm Khoa học Liên Xô | 4/1971-3/1976    |                                                                                         |
| 213 | Andrei Filatov (1912–1973)               |                                                                                           | Giám đốc Nhà máy luyện kim Magnitogorsk |               | Giám đốc Nhà máy luyện kim Magnitogorsk | 4/1971-6/1973    | Mất khi đang tại nhiệm                                                                  |
| 214 | Leonid Florentyev (1911–2003)            |                                                                                           | Bộ trưởng Bộ Nông nghiệp Nga Xô |               | Bộ trưởng Bộ Nông nghiệp Nga Xô | 4/1971-3/1976    |                                                                                         |
| 215 | Yekaterina Furtseva (1910–1974)          |                                                                                           | Bộ trưởng Bộ Văn hóa Liên Xô |               | Bộ trưởng Bộ Văn hóa Liên Xô | 4/1971-3/1976    |                                                                                         |
| 216 | Stepan Khitrov (1910–1999)               |                                                                                           | Bộ trưởng Bộ Công trình Nông nghiệp Liên Xô |               | Bộ trưởng Bộ Công trình Nông nghiệp Liên Xô | 4/1971-3/1976    |                                                                                         |
| 217 | Aleksandr Khramtsov (1921–2012)          |                                                                                           | Thợ chế tạo máy Nhà máy Uralmashzavod Ordzhonikidze |               | Thợ chế tạo máy Nhà máy Uralmashzavod Ordzhonikidze | 4/1971-3/1976    |                                                                                         |
| 218 | Narmakhonmadi Khudayberdyyev (1928–2011) |                                                                                           | Chủ tịch Hội đồng Bộ trưởng Uzbekistan Xô |               | Chủ tịch Hội đồng Bộ trưởng Uzbekistan Xô | 4/1971-3/1976    |                                                                                         |
| 219 | Georgy Tsukanov (1919–2001)              |                                                                                           | Trợ lý Tổng Bí thư Trung ương Đảng Cộng sản Liên Xô |               | Trợ lý Tổng Bí thư Trung ương Đảng Cộng sản Liên Xô | 4/1971-3/1976    |                                                                                         |
| 220 | Vladimir Tsybulko (1924–1987)            |                                                                                           | Bí thư thứ nhất Tỉnh ủy Kiev Đảng Cộng sản Ukraine |               | Bí thư thứ nhất Tỉnh ủy Kiev Đảng Cộng sản Ukraine | 4/1971-3/1976    |                                                                                         |
| 221 | Stepan Chervonenko (1915–2003)           |                                                                                           | Đại sứ đặc mệnh toàn quyền Liên Xô tại Tiệp Khắc |               | Đại sứ đặc mệnh toàn quyền Liên Xô tại Pháp | 5/1973-3/1976    |                                                                                         |
| 222 | Konstantin Chernenko (1911–1985)         |                                                                                           | Trưởng ban Ban Tổng hợp Trung ương Đảng Cộng sản Liên Xô |               | Trưởng ban Ban Tổng hợp Trung ương Đảng Cộng sản Liên Xô | 4/1971-3/1976    |                                                                                         |
| 223 | Aleksey Chornyy (1921–2002)              |                                                                                           | Bí thư thứ nhất Khu ủy Khabarovsk Đảng Cộng sản Liên Xô |               | Bí thư thứ nhất Khu ủy Khabarovsk Đảng Cộng sản Liên Xô | 4/1971-3/1976    |                                                                                         |
| 224 | Gavrii Chiryayev (1925–1982)             |                                                                                           | Bí thư thứ nhất Khu ủy Yakut Đảng Cộng sản Liên Xô |               | Bí thư thứ nhất Khu ủy Yakut Đảng Cộng sản Liên Xô | 4/1971-3/1976    |                                                                                         |
| 225 | Vasily Chuikov (1900–1982)               |                                                                                           | Chủ nhiệm Ủy ban Dân phòng Liên Xô |               | Tổng thanh tra nhóm Tổng thanh tra Bộ Quốc phòng Liên Xô | 7/1972-3/1976    |                                                                                         |
| 226 | Ivan Shavrov (1916–1992)                 |                                                                                           | Tư lệnh Quân khu Leningrad |               | Tư lệnh Quân khu Leningrad | 4/1971-3/1976    |                                                                                         |
| 227 | Midkhat Shakirov (1916–2004)             |                                                                                           | Bí thư thứ nhất Khu ủy Bashkir Đảng Cộng sản Liên Xô |               | Bí thư thứ nhất Khu ủy Bashkir Đảng Cộng sản Liên Xô | 4/1971-3/1976    |                                                                                         |
| 228 | Vladimir Shevchenko (1918–1997)          |                                                                                           | Bí thư thứ nhất Tỉnh ủy Voroshilovgrad Đảng Cộng sản Ukraine |               | Bí thư thứ nhất Tỉnh ủy Voroshilovgrad Đảng Cộng sản Ukraine | 4/1971-3/1976    |                                                                                         |
| 229 | Alexander Shelepin (1918–1994)           |                                                                                           | Chủ tịch Hội đồng Trung ương các Công đoàn toàn Liên Xô |               | Phó chủ nhiệm Ủy ban Giáo dục chuyên nghiệp và kỹ thuật Nhà nước Hội đồng Bộ trưởng | 4/1975-3/1976    | Ủy viên Bộ chính trị đến tháng 4/1975                                                   |
| 230 | Petro Yukhymovych Shelest (1908–1996)    |                                                                                           | Phó Chủ tịch Hội đồng Bộ trưởng Liên Xô |               | Trưởng ban thiết kế thử nghiệm hàng không Dolgoprudny thuộc Bộ Công nghiệp Hàng không Liên Xô | 5/1973-12/1975   | Ủy viên Bộ chính trị đến tháng 4/1973. Miễn nhiệm khỏi Trung ương Đảng từ tháng 12/1975 |
| 231 | Aleksandr Sheremetov (1925–)             |                                                                                           | Kỹ sư nhà máy luyện kim cao Zavenyagin |               | Kỹ sư nhà máy luyện kim cao Zavenyagin | 4/1971-3/1976    |                                                                                         |
| 232 | Aleksey Shibayev (1915–1991)             |                                                                                           | Bí thư thứ nhất Tỉnh ủy Saratov Đảng Cộng sản Liên Xô |               | Bí thư thứ nhất Tỉnh ủy Saratov Đảng Cộng sản Liên Xô | 4/1971-3/1976    |                                                                                         |
| 233 | Aleksey Shitikov (1912–1993)             |                                                                                           | Chủ tịch Xô viết Liên bang Xô Viết Tối cao Liên Xô |               | Chủ tịch Xô viết Liên bang Xô Viết Tối cao Liên Xô | 4/1971-3/1976    |                                                                                         |
| 234 | Aleksey Shkolnikov (1914–2003)           |                                                                                           | Phó Chủ tịch Hội đồng Bộ trưởng Nga Xô |               | Chủ tịch Ủy ban Kiểm sát Nhân dân Liên Xô | 7/1974-3/1976    |                                                                                         |
| 235 | Aleksandr Shokin (1909–1988)             |                                                                                           | Bộ trưởng Bộ Công nghiệp Điện tử Liên Xô |               | Bộ trưởng Bộ Công nghiệp Điện tử Liên Xô | 4/1971-3/1976    |                                                                                         |
| 236 | Mikhail Sholokhov (1905–1984)            |                                                                                           | Thư ký Hội đồng Nhà văn Liên Xô |               | Thư ký Hội đồng Nhà văn Liên Xô | 4/1971-3/1976    |                                                                                         |
| 237 | Nikolai Shchelokov (1910–1984)           |                                                                                           | Bộ trưởng Bộ Nội vụ Liên Xô |               | Bộ trưởng Bộ Nội vụ Liên Xô | 4/1971-3/1976    |                                                                                         |
| 238 | Volodymyr Shcherbytsky (1918–1990)       |                                                                                           | Chủ tịch Hội đồng Bộ trưởng Ukraine Xô |               | Bí thư thứ nhất Trung ương Đảng Cộng sản Ukraine | 4/1971-3/1976    |                                                                                         |
| 239 | Semon Shchetinin (1910–1975)             |                                                                                           | Đại sứ đặc mệnh toàn quyền Liên Xô tại Mông Cổ |               | Ủy viên Trung ương Đảng | 7/1973-6/1975    | Mất khi đang tại nhiệm                                                                  |
| 240 | Ivan Yunak (1918–1995)                   |                                                                                           | Bí thư thứ nhất Tỉnh ủy Tula Đảng Cộng sản Liên Xô |               | Bí thư thứ nhất Tỉnh ủy Tula Đảng Cộng sản Liên Xô | 4/1971-3/1976    |                                                                                         |
| 241 | Ivan Yakubovsky (1912–1976)              |                                                                                           | Thứ trưởng thứ nhất Bộ Quốc phòng Liên Xô, Tổng Tư lệnh Tối cao Lực lượng vũ trang thống nhất các quốc gia thành viên Hiệp ước Warsaw |               | Thứ trưởng thứ nhất Bộ Quốc phòng Liên Xô, Tổng Tư lệnh Tối cao Lực lượng vũ trang thống nhất các quốc gia thành viên Hiệp ước Warsaw | 4/1971-3/1976    |                                                                                         |

## Ủy viên dự khuyết
| STT | Họ tên (sinh-mất)                   | Chức vụ khi được bầu                             | Chức vụ khi được bầu                                                                                             | Chức vụ        | Chức vụ | Chức vụ        | Ghi chú                |
| STT | Họ tên (sinh-mất)                   | Chức vụ khi được bầu                             | Chức vụ khi được bầu                                                                                             | Chức vụ        | Chức vụ | Nhiệm kỳ       | Ghi chú                |
| --- | ----------------------------------- | ------------------------------------------------ | --- | -------------- | --- | -------------- | ---------------------- |
| 1   | Pyotr Alekseyev (1913-1999)         |                                                  | Tổng Biên tập báo Đời sống Nông thôn                                                                             |                | Tổng Biên tập báo Nước Nga Xô Viết                                                                               | 4/1971-3/1976  |                        |
| 2   | Semon Apryatkin (1911–1977)         |                                                  | Bí thư thứ nhất Tỉnh ủy Chechen-Ingush Đảng Cộng sản Liên Xô                                                     |                | Bí thư thứ nhất Tỉnh ủy Chechen-Ingush Đảng Cộng sản Liên Xô                                                     | 4/1971-3/1976  |                        |
| 3   | Yerkin Auyelbekov (1930–1999)       |                                                  | Bí thư thứ nhất Tỉnh ủy Kokchetav của Đảng Cộng sản Kazakhstan                                                   |                | Bí thư thứ nhất Tỉnh ủy Kokchetav của Đảng Cộng sản Kazakhstan                                                   | 4/1971-3/1976  |                        |
| 4   | Vladimir Bazovsky (1917–1993)       |                                                  | Bí thư thứ nhất Tỉnh ủy Novgorod Đảng Cộng sản Liên Xô                                                           |                | Đại sứ đặc mệnh toàn quyền Liên Xô tại Bulgaria                                                                  | 5/1972-3/1976  |                        |
| 5   | Khasan Bekturganov (1922–1987)      |                                                  | Bí thư thứ nhất Tỉnh ủy Kyzyl-Orda Đảng Cộng sản Kazakhstan                                                      |                | Bí thư thứ nhất Tỉnh ủy Dzhambul Đảng Cộng sản Kazakhstan                                                        | 6/1972-3/1976  |                        |
| 6   | Nikolai Belukha (1920–1981)         |                                                  | Bí thư thứ hai Trung ương Đảng Cộng sản Latvia                                                                   |                | Bí thư thứ hai Trung ương Đảng Cộng sản Latvia                                                                   | 4/1971-3/1976  |                        |
| 7   | Ivan Bespalov (1911–2011)           |                                                  | Bí thư thứ nhất Tỉnh ủy Kirov Đảng Cộng sản Liên Xô                                                              |                | Bí thư thứ nhất Tỉnh ủy Kirov Đảng Cộng sản Liên Xô                                                              | 4/1971-3/1976  |                        |
| 8   | Aleksandra Biryukova (1929–2008)    |                                                  | Thư ký Hội đồng Trung ương các Công đoàn toàn Liên Xô                                                            |                | Thư ký Hội đồng Trung ương các Công đoàn toàn Liên Xô                                                            | 4/1971-3/1976  |                        |
| 9   | Nikolay Borisenko (1918–1980)       |                                                  | Ủy viên dự khuyết Bộ Chính trị Đảng Cộng sản Ukraine Bí thư Trung ương Đảng Cộng sản Ukraine                     |                | Ủy viên Bộ Chính trị Đảng Cộng sản Ukraine Bí thư Trung ương Đảng Cộng sản Ukraine                               | 9/1973-3/1976  |                        |
| 10  | Leonid Borodin (1923–2008)          |                                                  | Bí thư thứ nhất Tỉnh ủy Astrakhan Đảng Cộng sản Liên Xô                                                          |                | Bí thư thứ nhất Tỉnh ủy Astrakhan Đảng Cộng sản Liên Xô                                                          | 4/1971-3/1976  |                        |
| 11  | Aleksandr Botvin (1918–1998)        |                                                  | Bí thư thứ nhất Thành ủy Kiev Đảng Cộng sản Ukraine                                                              |                | Bí thư thứ nhất Thành ủy Kiev Đảng Cộng sản Ukraine                                                              | 4/1971-3/1976  |                        |
| 12  | Semyon Budyonny (1883–1973)         |                                                  | Chủ tịch Hội hữu nghị Liên Xô - Mông Cổ                                                                          |                | Chủ tịch Hội hữu nghị Liên Xô - Mông Cổ                                                                          | 4/1971-10/1973 | Mất khi đang tại nhiệm |
| 13  | Vladimir Vinogradov (1921–1997)     |                                                  | Đại sứ đặc mệnh toàn quyền Liên Xô tại Cộng hòa Ả Rập Thống nhất                                                 |                | Đại sứ đặc mệnh toàn quyền Liên Xô tại Ai Cập                                                                    | 9/1971-3/1976  |                        |
| 14  | Ivan Vladychenko (1924-)            |                                                  | Thư ký Hội đồng Trung ương các Công đoàn toàn Liên Xô                                                            |                | Thư ký Hội đồng Trung ương các Công đoàn toàn Liên Xô                                                            | 4/1971-3/1976  |                        |
| 15  | Nikolai Voronovsky (1914–1973)      |                                                  | Bí thư thứ nhất Tỉnh ủy Chuvash Đảng Cộng sản Liên Xô                                                            |                | Bí thư thứ nhất Tỉnh ủy Chuvash Đảng Cộng sản Liên Xô                                                            | 4/1971-11/1973 | Mất khi đang tại nhiệm |
| 16  | Mikhail Vsevolozhsky (1917–2000)    |                                                  | Bí thư thứ nhất Tỉnh ủy Zaporizhzhya Đảng Cộng sản Ukraine                                                       |                | Bí thư thứ nhất Tỉnh ủy Zaporizhzhya Đảng Cộng sản Ukraine                                                       | 4/1971-3/1976  |                        |
| 17  | Mikhail Georgadze (1912–1982)       |                                                  | Thư ký Đoàn chủ tịch Xô Viết Tối cao Liên Xô                                                                     |                | Thư ký Đoàn chủ tịch Liên Xô Viết tối cao Liên Xô                                                                | 4/1971-3/1976  |                        |
| 18  | Konstantin Gerasimov (1910–1982)    |                                                  | Phó Chủ tịch Hội đồng Bộ trưởng Nga Xô Chủ tịch Ủy ban Kế hoạch Nhà nước Nga Xô                                  |                | Phó Chủ tịch Hội đồng Bộ trưởng Nga Xô Chủ tịch Ủy ban Kế hoạch Nhà nước Nga Xô                                  | 4/1971-5/1974  |                        |
| 19  | Andrei Getman (1903–1987)           |                                                  | Chủ tịch Ủy ban Trung ương Hội hợp tác tự nguyện với Lục quân, Không quân và Hải quân                            |                | Tổng Thanh tra Nhóm Tổng Thanh tra Bộ Quốc phòng Liên Xô                                                         | 1/1972-3/1976  |                        |
| 20  | Valentin Goncharov (1937-)          |                                                  | Thợ hàn khí và điện nhà máy ô tô Bêlarut (Zhodino, tỉnh Minsk)                                                   |                | Thợ hàn khí và điện nhà máy ô tô Bêlarut (Zhodino, tỉnh Minsk)                                                   | 4/1971-3/1976  |                        |
| 21  | Basan Gorodovikov (1910–1983)       |                                                  | Bí thư thứ nhất Tỉnh ủy Kalmyk Đảng Cộng sản Liên Xô                                                             |                | Bí thư thứ nhất Tỉnh ủy Kalmyk Đảng Cộng sản Liên Xô                                                             | 4/1971-3/1976  |                        |
| 22  | Pyotr Gorchakov (1917–2002)         |                                                  | Chính ủy Lực lượng tên lửa chiến lược Liên Xô                                                                    |                | Chính ủy Lực lượng tên lửa chiến lược Liên Xô                                                                    | 4/1971-3/1976  |                        |
| 23  | Nikolay Gribachov (1910–1992)       |                                                  | Tổng biên tập tạp chí Liên Xô                                                                                    |                | Tổng biên tập tạp chí Liên Xô                                                                                    | 4/1971-3/1976  |                        |
| 24  | Konstantin Grushevoy (1906–1982)    |                                                  | Chính ủy Quân khu Moskva                                                                                         |                | Chính ủy Quân khu Moskva                                                                                         | 4/1971-3/1976  |                        |
| 25  | Aleksandr Gudkov (1930–1992)        |                                                  | Bí thư thứ nhất Tỉnh ủy Kursk Đảng Cộng sản Liên Xô                                                              |                | Bí thư thứ nhất Tỉnh ủy Kursk Đảng Cộng sản Liên Xô                                                              | 4/1971-3/1976  |                        |
| 26  | Timofey Guzhenko (1918–2008)        |                                                  | Bộ trưởng Bộ Hàng hải Liên Xô                                                                                    |                | Bộ trưởng Bộ Hàng hải Liên Xô                                                                                    | 4/1971-3/1976  |                        |
| 27  | Ivan Gustov (1911–1996)             |                                                  | Bí thư thứ hai Tỉnh ủy Pskov Đảng Cộng sản Liên Xô                                                               |                | Bí thư thứ nhất Tỉnh ủy Pskov Đảng Cộng sản Liên Xô                                                              | 4/1971-3/1976  |                        |
| 28  | Nikolay Davydov (1930–1977)         |                                                  | Điều hành trang trại "Belogorsk" (huyện Belyaevsky, tỉnh Orenburg)                                               |                | Điều hành trang trại "Belogorsk" (huyện Belyaevsky, tỉnh Orenburg)                                               | 4/1971-3/1976  |                        |
| 29  | Raisa Dementyeva (1925–)            |                                                  | Bí thư Thành ủy Moskva Đảng Cộng sản Liên Xô                                                                     |                | Bí thư Thành ủy Moskva Đảng Cộng sản Liên Xô                                                                     | 4/1971-3/1976  |                        |
| 30  | Vasily Demidenko (1930–1998)        |                                                  | Bí thư thứ nhất Tỉnh ủy Bắc Kazakhstan Đảng Cộng sản Kazakhstan                                                  |                | Bí thư thứ nhất Tỉnh ủy Bắc Kazakhstan Đảng Cộng sản Kazakhstan                                                  | 4/1971-3/1976  |                        |
| 31  | Vladimir Demchenko (1920-)          |                                                  | Phó Chủ tịch Hội đồng Bộ trưởng Nga Xô                                                                           |                | Phó Chủ tịch Hội đồng Bộ trưởng Nga Xô                                                                           | 4/1971-3/1976  |                        |
| 32  | Vasily Doyenin (1909–1977)          |                                                  | Bộ trưởng Bộ Công nghiệp Thực phẩm, Cơ khí Nhẹ và Thiết bị gia dụng Liên Xô                                      |                | Bộ trưởng Bộ Công nghiệp Thực phẩm, Cơ khí Nhẹ và Thiết bị gia dụng Liên Xô                                      | 4/1971-3/1976  |                        |
| 33  | Anatoly Yegorov (1920–1997)         |                                                  | Tổng biên tập tạp chí "Cộng sản"                                                                                 |                | Viện trưởng Viện chủ nghĩa Mác - Lênin Trung ương Đảng Cộng sản Liên Xô                                          | 1/1974-3/1976  |                        |
| 34  | Shakhmardan Yesenov (1927–1994)     |                                                  | Chủ tịch Xô Viết Tối cao Kazakhstan Xô Chủ tịch Viện Hàn lâm Khoa học Kazakhstan Xô                              |                | Bộ trưởng Địa chất Kazakhstan Xô                                                                                 | 8/1974-3/1976  |                        |
| 35  | Nikolay Zhurin (1908–1996)          |                                                  | Bí thư thứ nhất Tỉnh ủy Aktobe Đảng Cộng sản Kazakhstan                                                          |                | Bí thư thứ nhất Tỉnh ủy Aktobe Đảng Cộng sản Kazakhstan                                                          | 4/1971-1/1972  |                        |
| 36  | Konstantin Zarodov (1920–1982)      |                                                  | Tổng biên tập tạp chí " Vấn đề hòa bình và chủ nghĩa xã hội"                                                     |                | Tổng biên tập tạp chí " Vấn đề hòa bình và chủ nghĩa xã hội"                                                     | 4/1971-3/1976  |                        |
| 37  | Ali Ibragimov (1913–1985)           |                                                  | Chủ tịch Hội đồng Bộ trưởng Azerbaijan Xô                                                                        |                | Chủ tịch Hội đồng Bộ trưởng Azerbaijan Xô                                                                        | 4/1971-3/1976  |                        |
| 38  | Kirill Ilyashenko (1915–1980)       |                                                  | Chủ tịch Đoàn chủ tịch Xô Viết Tối cao Moldavia Xô                                                               |                | Chủ tịch Đoàn chủ tịch Xô Viết Tối cao Moldavia Xô                                                               | 4/1971-3/1976  |                        |
| 39  | Nikolay Inozemtsev (1921–1982)      |                                                  | Viện trưởng Viện Kinh tế và Quốc tế quan hệ Viện hàn lâm Khoa học Liên Xô                                        |                | Viện trưởng Viện Kinh tế và Quốc tế quan hệ Viện hàn lâm Khoa học Liên Xô                                        | 4/1971-3/1976  |                        |
| 40  | Mikhail Iovchuk (1908–1990)         |                                                  | Hiệu trưởng Học viện Khoa học Xã hội Trung ương Đảng Cộng sản Liên Xô                                            |                | Hiệu trưởng Học viện Khoa học Xã hội Trung ương Đảng Cộng sản Liên Xô                                            | 4/1971-3/1976  |                        |
| 41  | Vasily Isayev (1917–2008)           |                                                  | Phó Chủ tịch Ủy ban Kế hoạch Nhà nước Liên Xô                                                                    |                | Phó Chủ tịch Ủy ban Kế hoạch Nhà nước Liên Xô                                                                    | 4/1971-3/1976  |                        |
| 42  | Aleksandr Ishkov (1905–1988)        |                                                  | Bộ trưởng Bộ Thủy sản Liên Xô                                                                                    |                | Bộ trưởng Bộ Thủy sản Liên Xô                                                                                    | 4/1971-3/1976  |                        |
| 43  | Bilar Kabaloyev (1917–2009)         |                                                  | Bí thư thứ nhất Tỉnh ủy Bắc Ossetia Đảng Cộng sản Liên Xô                                                        |                | Bí thư thứ nhất Tỉnh ủy Bắc Ossetia Đảng Cộng sản Liên Xô                                                        | 4/1971-3/1976  |                        |
| 44  | Yakov Kabkov (1908–2001)            |                                                  | Trưởng ban Ban Thương mại và dịch vụ tiêu dùng Trung ương Đảng Cộng sản Liên Xô                                  |                | Trưởng ban Ban Thương mại và dịch vụ tiêu dùng Trung ương Đảng Cộng sản Liên Xô                                  | 4/1971-3/1976  |                        |
| 45  | Nikifor Kalchenko (1906–1989)       |                                                  | Phó Chủ tịch thứ nhất Hội đồng Bộ trưởng Ucraina Xô                                                              |                | Phó Chủ tịch thứ nhất Hội đồng Bộ trưởng Ucraina Xô                                                              | 4/1971-3/1976  |                        |
| 46  | Kallibek Kamalov (1926–)            |                                                  | Bí thư thứ nhất Tỉnh ủy Karakalpak Đảng Cộng sản Uzbekistan                                                      |                | Bí thư thứ nhất Tỉnh ủy Karakalpak Đảng Cộng sản Uzbekistan                                                      | 4/1971-3/1976  |                        |
| 47  | Andrey Kandrenkov (1915–1989)       |                                                  | Bí thư thứ nhất Tỉnh ủy Kaluga Đảng Cộng sản Liên Xô                                                             |                | Bí thư thứ nhất Tỉnh ủy Kaluga Đảng Cộng sản Liên Xô                                                             | 4/1971-3/1976  |                        |
| 48  | Georgy Karavayev (1913–1994)        |                                                  | Bộ trưởng Bộ Xây dựng Liên Xô                                                                                    |                | Bộ trưởng Bộ Xây dựng Liên Xô                                                                                    | 4/1971-3/1976  |                        |
| 49  | Vladimir Karlov (1914–1994)         |                                                  | Phó trưởng ban thứ nhất Ban Nông nghiệp Trung ương Đảng Cộng sản Liên Xô                                         |                | Phó trưởng ban thứ nhất Ban Nông nghiệp Trung ương Đảng Cộng sản Liên Xô                                         | 4/1971-3/1976  |                        |
| 50  | Yevdokiya Karpova (1923–2000)       |                                                  | Phó Chủ tịch Hội đồng Bộ trưởng Nga Xô                                                                           |                | Phó Chủ tịch Hội đồng Bộ trưởng Nga Xô                                                                           | 4/1971-3/1976  |                        |
| 51  | Abdulkhad Kakharov (1913–1984)      |                                                  | Chủ tịch Hội đồng Bộ trưởng Tajikistan Xô                                                                        |                | Chủ tịch Hội đồng Bộ trưởng Tajikistan Xô                                                                        | 4/1971-7/1974  |                        |
| 52  | Nikolai Kirichenko (1923–1986)      |                                                  | Bí thư thứ nhất Tỉnh ủy Crimea Đảng Cộng sản Ukraine                                                             |                | Bí thư thứ nhất Tỉnh ủy Crimea Đảng Cộng sản Ukraine                                                             | 4/1971-3/1976  |                        |
| 53  | Valter Klauson (1913–1988)          |                                                  | Chủ tịch Hội đồng Bộ trưởng Estonia Xô                                                                           |                | Chủ tịch Hội đồng Bộ trưởng Estonia Xô                                                                           | 4/1971-3/1976  |                        |
| 54  | Ivan Klimenko (1921–2006)           |                                                  | Bí thư thứ nhất Tỉnh ủy Smolensk Đảng Cộng sản Liên Xô                                                           |                | Bí thư thứ nhất Tỉnh ủy Smolensk Đảng Cộng sản Liên Xô                                                           | 4/1971-3/1976  |                        |
| 55  | Aleksandr Klimov (1914–1979)        |                                                  | Chủ tịch Liên minh Hợp tác xã tiêu dùng Trung ương Liên Xô                                                       |                | Chủ tịch Liên minh Hợp tác xã tiêu dùng Trung ương Liên Xô                                                       | 4/1971-3/1976  |                        |
| 56  | Filipp Knyazev (1916–1994)          |                                                  | Bí thư thứ nhất Tỉnh ủy Kurgan Đảng Cộng sản Liên Xô                                                             |                | Bí thư thứ nhất Tỉnh ủy Kurgan Đảng Cộng sản Liên Xô                                                             | 4/1971-3/1976  |                        |
| 57  | Sergey Kozlov (1923–2011)           |                                                  | Bí thư thứ hai Trung ương Đảng Cộng sản Azerbaijan                                                               |                | Bí thư thứ hai Trung ương Đảng Cộng sản Azerbaijan                                                               | 4/1971-3/1976  |                        |
| 58  | Alexander Koldunov (1923–1992)      |                                                  | Tư lệnh Vùng phòng không Moscow                                                                                  |                | Phó Tổng tư lệnh thứ nhất Lực lượng Phòng không Xô Viết                                                          | 12/1975-3/1976 |                        |
| 59  | Aleksandr Kolesnikov (1930–2008)    |                                                  | Đội trưởng đội thợ mỏ khai thác mỏ "Molodogvardeyskaya" (tỉnh Krasnodon Voroshilovgrad)                          |                | Đội trưởng đội thợ mỏ khai thác mỏ "Molodogvardeyskaya" (tỉnh Krasnodon Voroshilovgrad)                          | 4/1971-3/1976  |                        |
| 60  | Olga Kolchina (1918–)               |                                                  | Phó Chủ tịch Đoàn Chủ tịch Xô Viết Tối cao Nga Xô                                                                |                | Phó Chủ tịch Đoàn Chủ tịch Xô Viết Tối cao Nga Xô                                                                | 4/1971-3/1976  |                        |
| 61  | Aleksey Kortunov (1907–1973)        |                                                  | Bộ trưởng Bộ Công nghiệp Khí Liên Xô                                                                             |                | Bộ trưởng Bộ Công nghiệp Khí Liên Xô                                                                             | 4/1971-11/1973 | Mất khi đang tại nhiệm |
| 62  | Vyacheslav Kochemasov (1918–1998)   |                                                  | Phó Chủ tịch Hội đồng Bộ trưởng Nga Xô                                                                           |                | Phó Chủ tịch Hội đồng Bộ trưởng Nga Xô                                                                           | 4/1971-3/1976  |                        |
| 63  | Nikolay Kochetkov (1927–2002)       |                                                  | Giám đốc mỏ "Maneih Prokopyevskugol" (tỉnh Kemerovo)                                                             |                | Giám đốc mỏ "Maneih Prokopyevskugol" (tỉnh Kemerovo)                                                             | 4/1971-3/1976  |                        |
| 64  | Gleb Kriulin (1923–unknown)         |                                                  | Bí thư thứ nhất Tỉnh ủy Mogilyov Đảng Cộng sản Belarus                                                           |                | Đại sứ đặc mệnh toàn quyền Liên Xô tại Cộng hòa Dân chủ Nhân dân Triều Tiên                                      | 8/1974-3/1976  |                        |
| 65  | Nikolay Kruchina (1928–1991)        |                                                  | Bí thư thứ nhất Tỉnh ủy Tselinograd Đảng Cộng sản Kazakhstan                                                     |                | Bí thư thứ nhất Tỉnh ủy Tselinograd Đảng Cộng sản Kazakhstan                                                     | 4/1971-3/1976  |                        |
| 66  | Ivan Kudinov (1932-)                |                                                  | Kỹ sư nhà máy MV Frunze (Kuybyshev)                                                                              |                | Kỹ sư nhà máy MV Frunze (Kuybyshev)                                                                              | 4/1971-3/1976  |                        |
| 67  | Semyon Kurkotkin (1917–1990)        |                                                  | Tư lệnh Quân khu Transcaucasian                                                                                  |                | Thứ trưởng Bộ Quốc phòng Liên Xô                                                                                 | 7/1972-3/1976  |                        |
| 67  | Semyon Kurkotkin (1917–1990)        | Tổng tư lệnh Tập đoàn quân Liên Xô tại Đức       | Tư lệnh Quân khu Transcaucasian                                                                                  | 9/1971-7/1972  | |                |                        |
| 68  | Mikhail Lavrentyev (1900–1980)      |                                                  | Phó Viện trưởng Viện Hàn Lâm Khoa học Liên Xô Chủ tịch Viện Hàn Lâm Khoa học Liên Xô chi nhánh Siberia           |                | Chủ tịch Ủy ban Cơ học lý thuyết và ứng dụng Quốc gia Nga                                                        | 11/1975-3/1976 |                        |
| 69  | Voldemar Lein (1920–1987)           |                                                  | Bộ trưởng Bộ Công nghiệp Thực phẩm Liên Xô                                                                       |                | Bộ trưởng Bộ Công nghiệp Thực phẩm Liên Xô                                                                       | 4/1971-3/1976  |                        |
| 70  | Yegor Ligachev (1920-)              |                                                  | Bí thư thứ nhất Tỉnh ủy Tomsk Đảng Cộng sản Liên Xô                                                              |                | Bí thư thứ nhất Tỉnh ủy Tomsk Đảng Cộng sản Liên Xô                                                              | 4/1971-3/1976  |                        |
| 71  | Semyon Lobov (1913–1977)            |                                                  | Tư lệnh Hạm đội phương Bắc                                                                                       |                | Trợ lý Tổng Tham mưu trưỏng Lực lượng Hải quân Liên Xô                                                           | 5/1972-3/1976  |                        |
| 72  | Fodor Loshchenkov (1915–2009)       |                                                  | Bí thư thứ nhất Tỉnh ủy Yaroslavl Đảng Cộng sản Liên Xô                                                          |                | Bí thư thứ nhất Tỉnh ủy Yaroslavl Đảng Cộng sản Liên Xô                                                          | 4/1971-3/1976  |                        |
| 73  | Lydia Lykova (1913-)                |                                                  | Phó Chủ tịch Hội đồng Bộ trưởng Nga Xô                                                                           |                | Phó Chủ tịch Hội đồng Bộ trưởng Nga Xô                                                                           | 4/1971-3/1976  |                        |
| 74  | Aleksandr Mayorov (1920–2008)       |                                                  | Tư lệnh Tập đoàn quân Trung tâm Liên Xô                                                                          |                | Tư lệnh Quân khu Baltic                                                                                          | 7/1972-3/1976  |                        |
| 75  | Viktor Makeyev (1924–1985)          |                                                  | Viện sĩ Viện Hàn lâm Khoa học Liên Xô                                                                            |                | Viện sĩ Viện Hàn lâm Khoa học Liên Xô                                                                            | 4/1971-3/1976  |                        |
| 76  | Timbora Malbakhov (1917–1999)       |                                                  | Bí thư thứ nhất Tỉnh ủy Kabardino-Balkian Đảng Cộng sản Liên Xô                                                  |                | Bí thư thứ nhất Tỉnh ủy Kabardino-Balkian Đảng Cộng sản Liên Xô                                                  | 4/1971-3/1976  |                        |
| 77  | Viktor Maltsev (1917–2003)          |                                                  | Đại sứ đặc mệnh toàn quyền Liên Xô tại Thụy Điển                                                                 |                | Đại sứ đặc mệnh toàn quyền Liên Xô tại Phần Lan                                                                  | 5/1971-12/1973 |                        |
| 77  | Viktor Maltsev (1917–2003)          | Đại sứ đặc mệnh toàn quyền Liên Xô tại Ấn Độ     | Đại sứ đặc mệnh toàn quyền Liên Xô tại Thụy Điển                                                                 | 1/1974-3/1976  | |                |                        |
| 78  | Iosif Manyushis (1910–1987)         |                                                  | Chủ tịch Hội đồng Bộ trưởng Litvia Xô                                                                            |                | Chủ tịch Hội đồng Bộ trưởng Litvia Xô                                                                            | 4/1971-3/1976  |                        |
| 79  | Yuri Melkov (1921–2003)             |                                                  | Bí thư thứ hai Trung ương Đảng Cộng sản Moldova                                                                  |                | Phó trưởng ban thứ nhất Ban công tác đại diện ngoại giao và xuất cảnh Trung ương Đảng                            | 12/1973-3/1976 |                        |
| 80  | Fodor Meshkov (1915–1987)           |                                                  | Bí thư thứ nhất Tỉnh ủy Oryol Đảng Cộng sản Liên Xô                                                              |                | Bí thư thứ nhất Tỉnh ủy Oryol Đảng Cộng sản Liên Xô                                                              | 4/1971-3/1976  |                        |
| 81  | Ivan Morozov (1924–1987)            |                                                  | Bí thư thứ nhất Tỉnh ủy Komi Đảng Cộng sản Liên Xô                                                               |                | Bí thư thứ nhất Tỉnh ủy Komi Đảng Cộng sản Liên Xô                                                               | 4/1971-3/1976  |                        |
| 82  | Aleksandr Muzhitsky (1912–)         |                                                  | Bí thư thứ nhất Tỉnh ủy Poltava Đảng Cộng sản Ukraine                                                            |                | Bí thư thứ nhất Tỉnh ủy Poltava Đảng Cộng sản Ukraine                                                            | 4/1971-1/1973  |                        |
| 83  | Badal Muradyan (1915–1991)          |                                                  | Chủ tịch Hội đồng Bộ trưởng Armenia Xô                                                                           |                | Phó trưởng phòng kỹ thuật của nhà máy hóa chất Kirov ở Yerevan                                                   | 11/1972-3/1976 |                        |
| 84  | Mirzamakhmud Musakhanov (1912–1995) |                                                  | Bí thư thứ nhất Tỉnh ủy Tashkent Đảng Cộng sản Uzbekistan                                                        |                | Bí thư thứ nhất Tỉnh ủy Tashkent Đảng Cộng sản Uzbekistan                                                        | 4/1971-3/1976  |                        |
| 85  | Viktor Nikonov (1929–1993)          |                                                  | Bí thư thứ nhất Tỉnh ủy Mari Đảng Cộng sản Liên Xô                                                               |                | Bí thư thứ nhất Tỉnh ủy Mari Đảng Cộng sản Liên Xô                                                               | 4/1971-3/1976  |                        |
| 86  | Vasily Okunev (1920–1995)           |                                                  | Trưởng ban Cố vấn Quân sự Lực lượng Vũ trang Ai Cập                                                              |                | Phó Tổng tư lệnh Lực lượng phòng không Xô Viết Liên Xô                                                           | 12/1972-5/1975 |                        |
| 86  | Vasily Okunev (1920–1995)           | Cố vấn Nhóm Tổng thanh tra Bộ Quốc phòng Liên Xô | Trưởng ban Cố vấn Quân sự Lực lượng Vũ trang Ai Cập                                                              | 12/1975-3/1976 | |                |                        |
| 87  | Oraz Orazmukhamedov (1928–)         |                                                  | Bộ trưởng Bộ Ngoại giao Turkmenistan Xô                                                                          |                | Phó trưởng ga Ashgabat tuyến đường sắt Trung Á                                                                   | 12/1975-3/1976 |                        |
| 88  | Grigory Pavlov (1913–1994)          |                                                  | Bí thư thứ nhất Tỉnh ủy Lipetsk Đảng Cộng sản Liên Xô                                                            |                | Bí thư thứ nhất Tỉnh ủy Lipetsk Đảng Cộng sản Liên Xô                                                            | 4/1971-3/1976  |                        |
| 89  | Viktor Paputin (1926–1979)          |                                                  | Bí thư thứ hai Tỉnh ủy Moskva Đảng Cộng sản Liên Xô                                                              |                | Thứ trưởng thứ nhất Bộ Nội vụ Liên Xô                                                                            | 6/1974-3/1976  |                        |
| 90  | Pyotr Paskar (1929-2008)            |                                                  | Chủ tịch Hội đồng Bộ trưởng Moldavia Xô                                                                          |                | Chủ tịch Hội đồng Bộ trưởng Moldavia Xô                                                                          | 4/1971-3/1976  |                        |
| 91  | Boris Pastukhov (1933-)             |                                                  | Bí thư Ban chấp hành trung ương Komsomol                                                                         |                | Bí thư Ban chấp hành trung ương Komsomol                                                                         | 4/1971-3/1976  |                        |
| 92  | Nikolai Petrovichev (1918–2002)     |                                                  | Phó trưởng ban thứ nhất Ban tổ chức công tác Đảng Đảng Cộng sản Liên Xô                                          |                | Phó trưởng ban thứ nhất Ban tổ chức công tác Đảng Đảng Cộng sản Liên Xô                                          | 4/1971-3/1976  |                        |
| 93  | Boris Petrovsky (1908–2004)         |                                                  | Bộ trưởng Bộ Y tế Liên Xô                                                                                        |                | Bộ trưởng Bộ Y tế Liên Xô                                                                                        | 4/1971-3/1976  |                        |
| 94  | Pyotr Pimenov (1915–1980)           |                                                  | Thư ký Hội đồng Trung ương các Công đoàn toàn Liên Xô                                                            |                | Thư ký Hội đồng Trung ương các Công đoàn toàn Liên Xô                                                            | 4/1971-3/1976  |                        |
| 95  | Maria Poberey (1924–)               |                                                  | Bí thư thứ nhất Huyện ủy Leninsky Đảng Cộng sản Liên Xô (tỉnh Volgograd)                                         |                | Bí thư thứ nhất Huyện ủy Leninsky Đảng Cộng sản Liên Xô (tỉnh Volgograd)                                         | 4/1971-3/1976  |                        |
| 96  | Yakiv Pogrebnyak (1928–2016)        |                                                  | Bí thư Trung ương Đảng Cộng sản Ukraine                                                                          |                | Bí thư Trung ương Đảng Cộng sản Ukraine                                                                          | 4/1971-3/1976  |                        |
| 97  | Mikhail Ponomarev (1918–2001)       |                                                  | Bí thư thứ nhất Tỉnh ủy Vladimir Đảng Cộng sản Liên Xô                                                           |                | Bí thư thứ nhất Tỉnh ủy Vladimir Đảng Cộng sản Liên Xô                                                           | 4/1971-3/1976  |                        |
| 98  | Boris Popov (1909–1993)             |                                                  | Bí thư thứ nhất Tỉnh ủy Arkhangelsk Đảng Cộng sản Liên Xô                                                        |                | Bí thư thứ nhất Tỉnh ủy Arkhangelsk Đảng Cộng sản Liên Xô                                                        | 4/1971-3/1976  |                        |
| 99  | Nikolai Psurtsev (1900–1980)        |                                                  | Bộ trưởng Bộ Thông tin Liên Xô                                                                                   |                | Bộ trưởng Bộ Thông tin Liên Xô                                                                                   | 4/1971-12/1975 |                        |
| 100 | Pyotr Rozenko (1907–1991)           |                                                  | Phó Chủ tịch Hội đồng Bộ trưởng Ukraine Xô Chủ tịch Ủy ban Kế hoạch Nhà nước Ukraine Xô                          |                | Phó Chủ tịch Hội đồng Bộ trưởng Ukraine Xô Chủ tịch Ủy ban Kế hoạch Nhà nước Ukraine Xô                          | 4/1971-3/1976  |                        |
| 101 | Aleksey Romanov (1908–1998)         |                                                  | Chủ tịch Ủy ban Điện ảnh Hội đồng Bộ trưởng Liên Xô                                                              |                | Tổng biên tập báo "Văn hóa Xô Viết"                                                                              | 8/1972-3/1976  |                        |
| 102 | Vitaly Ruben (1914–1994)            |                                                  | Chủ tịch Đoàn Chủ tịch Xô Viết Tối cao Latvia Xô                                                                 |                | Chủ tịch Xô viết Quốc gia Xô viết Tối cao Liên Xô                                                                | 7/1974-3/1976  |                        |
| 103 | Yuri Ruben (1925–2004)              |                                                  | Chủ tịch Hội đồng Bộ trưởng Latvia Xô                                                                            |                | Chủ tịch Hội đồng Bộ trưởng Latvia Xô                                                                            | 4/1971-3/1976  |                        |
| 104 | Sergey Savin (1924–1990)            |                                                  | Thợ điện nhà máy Voronezh                                                                                        |                | Thợ điện nhà máy Voronezh                                                                                        | 4/1971-3/1976  |                        |
| 105 | Nikolai Savinkin (1913–1993)        |                                                  | Trưởng ban Ban Quản trị Trung ương Đảng Cộng sản Liên Xô                                                         |                | Trưởng ban Ban Quản trị Trung ương Đảng Cộng sản Liên Xô                                                         | 4/1971-3/1976  |                        |
| 106 | Grigory Salmanov (1922–1993)        |                                                  | Tư lệnh Quân khu Kiev                                                                                            |                | Phó tư lệnh lực lượng huấn luyện chiến đấu mặt đất Xô Viết Liên Xô                                               | 6/1975-3/1976  |                        |
| 107 | Yekaterina Salnikova (1928–)        |                                                  | Chủ tịch Công đoàn Nhà máy Berezniki Nitrogen-Mulberry K. Ye. Voroshilova (tỉnh Perm)                            |                | Chủ tịch Công đoàn Nhà máy Berezniki Nitrogen-Mulberry K. Ye. Voroshilova (tỉnh Perm)                            | 4/1971-3/1976  |                        |
| 108 | Vladimir Semyonov (1911–1992)       |                                                  | Thứ trưởng Bộ Ngoại giao Liên Xô                                                                                 |                | Thứ trưởng Bộ Ngoại giao Liên Xô                                                                                 | 4/1971-3/1976  |                        |
| 109 | Ivan Serbin (1910–1981)             |                                                  | Trưởng ban Ban Công nghiệp quốc phòng Trung ương Đảng Cộng sản Liên Xô                                           |                | Trưởng ban Ban Công nghiệp quốc phòng Trung ương Đảng Cộng sản Liên Xô                                           | 4/1971-3/1976  |                        |
| 110 | Maksim Sergeyev (1926–1987)         |                                                  | Quản đốc thợ khoan dầu mỏ nhà máy Nefteyugansk (tỉnh Tyumen)                                                     |                | Quản đốc thợ khoan dầu mỏ nhà máy Nefteyugansk (tỉnh Tyumen)                                                     | 4/1971-3/1976  |                        |
| 111 | Aleksandr Sidorenko (1917–1982)     |                                                  | Bộ trưởng Bộ Địa chất Liên Xô                                                                                    |                | Bộ trưởng Bộ Địa chất Liên Xô                                                                                    | 4/1971-3/1976  |                        |
| 112 | Aleksandr Sizov (1913–1972)         |                                                  | Chủ tịch Ủy ban Chấp hành thành phố Leningrad                                                                    |                | Chủ tịch Ủy ban Chấp hành thành phố Leningrad                                                                    | 4/1971-12/1972 | Mất khi đang tại nhiệm |
| 113 | Ivan Sinitsyn (1911–1988)           |                                                  | Bộ trưởng Máy kéo và Kỹ thuật Nông nghiệp Liên Xô                                                                |                | Bộ trưởng Máy kéo và Kỹ thuật Nông nghiệp Liên Xô                                                                | 4/1971-3/1976  |                        |
| 114 | Igor Skulkov (1913–1971)            |                                                  | Bí thư thứ nhất Tỉnh ủy Kostroma Đảng Cộng sản Liên Xô                                                           |                | Bí thư thứ nhất Tỉnh ủy Kostroma Đảng Cộng sản Liên Xô                                                           | 4/1971-7/1971  | Mất khi đang tại nhiệm |
| 115 | Ivan Slazhnov (1913–1978)           |                                                  | Phó Chủ tịch thứ nhất Hội đồng Bộ trưởng Kazakhstan Xô                                                           |                | Phó Chủ tịch thứ nhất Hội đồng Bộ trưởng Kazakhstan Xô                                                           | 4/1971-3/1976  |                        |
| 116 | Aleksandr Smirnov (1912–1997)       |                                                  | Bí thư thứ nhất Tỉnh ủy Chita Đảng Cộng sản Liên Xô                                                              |                | Đại sứ đặc mệnh toàn quyền Liên Xô tại Mông Cổ                                                                   | 7/1973-3/1976  |                        |
| 117 | Alexander Smirnov (1909–1972)       |                                                  | Bí thư thứ nhất Tỉnh ủy Ivanovo Đảng Cộng sản Liên Xô                                                            |                | Bí thư thứ nhất Tỉnh ủy Ivanovo Đảng Cộng sản Liên Xô                                                            | 4/1971-6/1972  | Mất khi đang tại nhiệm |
| 118 | Nikolay Smirnov (1917–1992)         |                                                  | Tư lệnh Hạm đội Thái Bình Dương                                                                                  |                | Phó Tổng tư lệnh thứ nhất Lực lượng Hải quân Liên Xô                                                             | 9/1974-3/1976  |                        |
| 119 | Vitaly Sologub (1926–2004)          |                                                  | Chủ tịch Hội đồng Công đoàn Ukraine                                                                              |                | Chủ tịch Hội đồng Công đoàn Ukraine                                                                              | 4/1971-3/1976  |                        |
| 120 | Akhmatbek Suyumbayev (1920–1993)    |                                                  | Chủ tịch Hội đồng Bộ trưởng Kyrgyzstan Xô                                                                        |                | Chủ tịch Hội đồng Bộ trưởng Kyrgyzstan Xô                                                                        | 4/1971-3/1976  |                        |
| 121 | Aleksandr Tarasov (1911–1975)       |                                                  | Bộ trưởng Bộ Công nghiệp Ô tô Liên Xô                                                                            |                | Bộ trưởng Bộ Công nghiệp Ô tô Liên Xô                                                                            | 4/1971-6/1975  | Mất khi đang tại nhiệm |
| 122 | Nikolay Tarasov (1911–2010)         |                                                  | Bộ trưởng Công nghiệp nhẹ Liên Xô                                                                                |                | Bộ trưởng Công nghiệp nhẹ Liên Xô                                                                                | 4/1971-3/1976  |                        |
| 123 | Vasily Taratuta (1930–2008)         |                                                  | Bí thư thứ nhất Tỉnh ủy Vinnytsia Đảng Cộng sản Liên Xô                                                          |                | Bí thư thứ nhất Tỉnh ủy Vinnytsia Đảng Cộng sản Liên Xô                                                          | 4/1971-3/1976  |                        |
| 124 | Nikifor Tartyshev (1920–2008)       |                                                  | Bí thư thứ hai Trung ương Đảng Cộng sản Kyrgyzstan                                                               |                | Bí thư thứ hai Trung ương Đảng Cộng sản Kyrgyzstan                                                               | 4/1971-4/1975  |                        |
| 125 | Lev Tolkunov (1919–1989)            |                                                  | Tổng biên tập báo "Izvestia"                                                                                     |                | Tổng biên tập báo "Izvestia"                                                                                     | 4/1971-3/1976  |                        |
| 126 | Vladimir Tolubko (1914–1989)        |                                                  | Tư lệnh Quân khu Viễn Đông                                                                                       |                | Thứ trưởng Bộ Quốc phòng, Tư lệnh Lực lượng tên lửa chiến lược Liên Xô                                           | 4/1972-3/1976  |                        |
| 127 | Ivan Tretyak (1923–2007)            |                                                  | Tư lệnh Quân khu Bêlarut                                                                                         |                | Quân khu Bêlarut                                                                                                 | 4/1971-3/1976  | "                      |
| 128 | Mikhail Trunov (1931–2010)          |                                                  | Bí thư thứ nhất Tỉnh ủy Belgord Đảng Cộng sản Liên Xô                                                            |                | Bí thư thứ nhất Tỉnh ủy Belgord Đảng Cộng sản Liên Xô                                                            | 4/1971-3/1976  |                        |
| 129 | Aleksandr Udalov (1922–2014)        |                                                  | Quản đốc nhà máy Krasnoye Sormovo                                                                                |                | Quản đốc nhà máy Krasnoye Sormovo                                                                                | 4/1971-3/1976  |                        |
| 130 | Ivan Udaltsov (1918–1995)           |                                                  | Chủ tịch Hội đồng Cơ quan báo chí Novosti (APN)                                                                  |                | Chủ tịch Hội đồng Cơ quan báo chí Novosti (APN)                                                                  | 4/1971-3/1976  |                        |
| 131 | Saidmakhmud Usmanov (1929–2000)     |                                                  | Bí thư thứ nhất Tỉnh ủy Samarkand Đảng Cộng sản Uzbekistan                                                       |                | Phó viện trưởng Viện nghiên cứu khoa học Trung Á về kinh tế nông nghiệp                                          | 6/1973-3/1976  |                        |
| 132 | Viktor Fodorov (1912–1990)          |                                                  | Bộ trưởng Bộ Lọc hóa Dầu và Công nghiệp Hóa dầu Liên Xô                                                          |                | Bộ trưởng Bộ Lọc hóa Dầu và Công nghiệp Hóa dầu Liên Xô                                                          | 4/1971-3/1976  |                        |
| 133 | Aleksandr Filatov (1922-)           |                                                  | Bí thư thứ nhất Thành ủy Novosibirsk Đảng Cộng sản Liên Xô                                                       |                | Bí thư thứ hai Tỉnh ủy Novosibirsk Đảng Cộng sản Liên Xô                                                         | 7/1973-3/1976  |                        |
| 134 | Gennady Fomin (1936–)               |                                                  | Quản lý nhà máy Saratov                                                                                          |                | Quản lý nhà máy Saratov                                                                                          | 4/1971-3/1976  |                        |
| 135 | Alexander Fomin (1925-)             |                                                  | Giám đốc Trang trại nhà nước Belovsky (tỉnh Altai)                                                               |                | Giám đốc Trang trại nhà nước Belovsky (tỉnh Altai)                                                               | 4/1971-3/1976  |                        |
| 136 | Vasily Frolov (1914–1994)           |                                                  | Trưởng ban Ban Cơ khí Trung ương Đảng Cộng sản Liên Xô                                                           |                | Trưởng ban Ban Cơ khí Trung ương Đảng Cộng sản Liên Xô                                                           | 4/1971-3/1976  |                        |
| 137 | Igor Furs (1929-)                   |                                                  | Bí thư thứ nhất Thành ủy Dniprodzerzhynsk Đảng Cộng sản Ukraine                                                  |                | Bí thư thứ nhất Thành ủy Dniprodzerzhynsk Đảng Cộng sản Ukraine                                                  | 4/1971-3/1976  |                        |
| 138 | Makhmadullo Kholov (1920–1989)      |                                                  | Chủ tịch Đoàn Chủ tịch Xô Viết Tối cao Tajikistan Xô                                                             |                | Chủ tịch Đoàn Chủ tịch Xô Viết Tối cao Tajikistan Xô                                                             | 4/1971-3/1976  |                        |
| 139 | Semon Tsvigun (1917–1982)           |                                                  | Phó Chủ tịch thứ nhất KGB Liên Xô                                                                                |                | Phó Chủ tịch thứ nhất KGB Liên Xô                                                                                | 4/1971-3/1976  |                        |
| 140 | Aleksandr Chakovsky (1913–1994)     |                                                  | Tổng biên tập Công báo văn học Liên Xô                                                                           |                | Tổng biên tập Công báo văn học Liên Xô                                                                           | 4/1971-3/1976  |                        |
| 141 | Viktor Chebrikov (1923–1999)        |                                                  | Phó Chủ tịch KGB Liên Xô                                                                                         |                | Phó Chủ tịch KGB Liên Xô                                                                                         | 4/1971-3/1976  |                        |
| 142 | Vasily Chorny (1913–1996)           |                                                  | Bí thư thứ nhất Tỉnh ủy Tambov Đảng Cộng sản Liên Xô                                                             |                | Bí thư thứ nhất Tỉnh ủy Tambov Đảng Cộng sản Liên Xô                                                             | 4/1971-3/1976  |                        |
| 143 | Nikolai Ponomarev (1929–1995)       |                                                  | Bí thư thứ nhất Huyện ủy Komsomolsk Đảng Cộng sản Kazakhstan (tỉnh Kustanay)                                     |                | Chủ tịch Ủy ban Chấp hành tỉnh Kustanai, Chủ tịch Xô Viết Đại biểu Nhân dân tỉnh Kustanai                        | 5/1971-3/1976  |                        |
| 144 | Albert Churkin (1923-)              |                                                  | Bí thư thứ hai Trung ương Đảng Cộng sản Gruzia                                                                   |                | Bí thư thứ hai Trung ương Đảng Cộng sản Gruzia                                                                   | 4/1971-12/1975 |                        |
| 145 | Sergey Shaydurov (1926–1998)        |                                                  | Bí thư thứ nhất Tỉnh ủy Magadan Đảng Cộng sản Liên Xô                                                            |                | Bí thư thứ nhất Tỉnh ủy Magadan Đảng Cộng sản Liên Xô                                                            | 4/1971-3/1976  |                        |
| 146 | Vasily Shauro (1912–2007)           |                                                  | Trưởng ban Ban Văn hóa Trung ương Đảng Cộng sản Liên Xô                                                          |                | Trưởng ban Ban Văn hóa Trung ương Đảng Cộng sản Liên Xô                                                          | 4/1971-3/1976  |                        |
| 147 | Valentin Shashin (1916–1977)        |                                                  | Bộ trưởng Bộ Dầu khí Liên Xô                                                                                     |                | Bộ trưởng Bộ Dầu khí Liên Xô                                                                                     | 4/1971-3/1976  |                        |
| 148 | Aleksandra Shevchenko (1926-)       |                                                  | Trưởng ban sản xuất chăn nuôi trang trại nhà nước Bangansansky làng Gorenko, huyện Kiev-Svyatoshinsky, tỉnh Kiev |                | Trưởng ban sản xuất chăn nuôi trang trại nhà nước Bangansansky làng Gorenko, huyện Kiev-Svyatoshinsky, tỉnh Kiev | 4/1971-3/1976  |                        |
| 149 | Aleksandr Shibalov (1913–1987)      |                                                  | Chủ tịch Ủy ban Chấp hành tỉnh Leningrad                                                                         |                | Chủ tịch Ủy ban Chấp hành tỉnh Leningrad                                                                         | 4/1971-3/1976  |                        |
| 150 | Aleksandr Shitov (1925–2001)        |                                                  | Bí thư thứ hai Trung ương Đảng Cộng sản Tajikistan                                                               |                | Bí thư thứ hai Trung ương Đảng Cộng sản Tajikistan                                                               | 4/1971-5/1975  |                        |
| 151 | Motiejus Šumauskas (1905–1982)      |                                                  | Chủ tịch Đoàn chủ tịch Xô Viết tối cao Litva Xô                                                                  |                | Chủ tịch Đoàn chủ tịch Xô Viết tối cao Litva Xô                                                                  | 4/1971-12/1975 |                        |
| 152 | Borys Shcherbyna (1919–1990)        |                                                  | Bí thư thứ nhất Tỉnh ủy Tyum Đảng Cộng sản Liên Xô                                                               |                | Bộ trưởng Bộ Xây dựng doanh nghiệp dầu khí Liên Xô                                                               | 12/1973-3/1976 |                        |
| 153 | Vladimir Yagodkin (1928–1985)       |                                                  | Bí thư Thành ủy Moskva về tư tưởng                                                                               |                | Bí thư Thành ủy Moskva về tư tưởng                                                                               | 4/1971-3/1976  |                        |
| 154 | Fuad Yakubovsky (1908–1975)         |                                                  | Bộ trưởng Bộ Công trình và Xây dựng Đặc biệt Liên Xô                                                             |                | Bộ trưởng Bộ Công trình và Xây dựng Đặc biệt Liên Xô                                                             | 4/1971-3/1975  | Mất khi đang tại nhiệm |
| 155 | Mikhail Yangel (1911–1971)          |                                                  | Trưởng ban thiết kế nhà máy "Yuzhnoye" (Dnepropetrovsk)                                                          |                | Trưởng ban thiết kế nhà máy "Yuzhnoye" (Dnepropetrovsk)                                                          | 4/1971-10/1971 | Mất khi đang tại nhiệm |

## Bộ Chính trị
| Tên (sinh – mất)                   | Bắt đầu   | Kết thúc  | Thời gian       | Chức vụ |
| ---------------------------------- | --------- | --------- | --------------- | --- |
| Leonid Brezhnev (1906–1982)        | 9/4/1971  | 5/3/1976  | 4 năm, 362 ngày | Tổng Bí thư Đảng Cộng sản Liên Xô (1966-1982) |
| Gennady Voronov (1910–1994)        | 9/4/1971  | 27/4/1973 | 2 năm, 18 ngày  | Chủ tịch Ủy ban Kiểm soát Nhà nước Liên Xô (1971-1973) |
| Viktor Grishin (1914–1992)         | 9/4/1971  | 5/3/1976  | 4 năm, 362 ngày | Bí thư thứ nhất Thành ủy Moscow Đảng Cộng sản Liên Xô (1967-1985)                                                                                                   |
| Andrei Kirilenko (1906–1990)       | 9/4/1971  | 5/3/1976  | 4 năm, 362 ngày | Bí thư Trung ương Đảng Cộng sản Liên Xô (1966-1982) |
| Alexei Kosygin (1904–1980)         | 9/4/1971  | 5/3/1976  | 4 năm, 362 ngày | Chủ tịch Hội đồng Bộ trưởng Liên Xô (1964-1980) |
| Fyodor Kulakov (1918–1978)         | 9/4/1971  | 5/3/1976  | 4 năm, 362 ngày | Bí thư Trung ương Đảng Cộng sản Liên Xô (1965-1978) Trưởng ban Nông nghiệp Trung ương Đảng Cộng sản Liên Xô (1966-1976)                                             |
| Dinmukhamed Konayev (1912–1993)    | 9/4/1971  | 5/3/1976  | 4 năm, 362 ngày | Bí thư thứ nhất Đảng Cộng sản Kazakhstan (1964-1986) |
| Kirill Mazurov (1914–1989)         | 9/4/1971  | 5/3/1976  | 4 năm, 362 ngày | Phó Chủ tịch thứ nhất Hội đồng Bộ trưởng Liên Xô (1965-1978) Phó Chủ tịch Đoàn Chủ tịch Xô viết Tối cao Liên Xô (1950-1979)                                         |
| Arvīds Pelše (1899–1983)           | 9/4/1971  | 5/3/1976  | 4 năm, 362 ngày | Chủ nhiệm Ủy ban Kiểm tra Trung ương Đảng Cộng sản Liên Xô (1966-1983)                                                                                              |
| Nikolai Podgorny (1908–1983)       | 9/4/1971  | 5/3/1976  | 4 năm, 362 ngày | Chủ tịch Đoàn Chủ tịch Xô viết Tối cao Liên Xô (1965-1977) |
| Dmitry Polyansky (1917–2001)       | 9/4/1971  | 5/3/1976  | 4 năm, 362 ngày | Phó Chủ tịch thứ nhất Hội đồng Bộ trưởng Liên Xô (1965-1973) Bộ trưởng Bộ Nông nghiệp Liên Xô (1973-1976)                                                           |
| Mikhail Suslov (1902–1982)         | 9/4/1971  | 5/3/1976  | 4 năm, 362 ngày | Phó Chủ tịch Đoàn Chủ tịch Xô viết Tối cao Liên Xô (1967-1982) Bí thư Trung ương Đảng Cộng sản Liên Xô (1947-1982)                                                  |
| Alexander Shelepin (1918–1994)     | 9/4/1971  | 16/4/1975 | 4 năm, 7 ngày   | Chủ tịch Hội đồng Trung ương các Công đoàn toàn Liên Xô (1967-1975)                                                                                                 |
| Petro Shelest (1908–1996)          | 9/4/1971  | 27/4/1973 | 2 năm, 18 ngày  | Bí thư thứ nhất Đảng Cộng sản Ukraina (1963-1972) Phó Chủ tịch Hội đồng Bộ trưởng Liên Xô (1972-1973)                                                               |
| Volodymyr Shcherbytsky (1918–1990) | 9/4/1971  | 5/3/1976  | 4 năm, 362 ngày | Chủ tịch Hội đồng Bộ trưởng Ukraina Xô (1965-1972) Bí thư thứ nhất Đảng Cộng sản Ukraina (1972-1989) Phó Chủ tịch Đoàn Chủ tịch Xô viết Tối cao Liên Xô (1958-1989) |
| Andrei Grechko (1903–1976)         | 27/4/1973 | 5/3/1976  | 2 năm, 344 ngày | Bộ trưởng Bộ Quốc phòng Liên Xô (1967-1976) |
| Andrei Gromyko (1909–1989)         | 27/4/1973 | 5/3/1976  | 2 năm, 344 ngày | Bộ trưởng Bộ Ngoại giao Liên Xô (1957-1985) |

| Tên (sinh – mất)                | Bắt đầu    | Kết thúc   | Thời gian       | Chức vụ |
| ------------------------------- | ---------- | ---------- | --------------- | --- |
| Yuri Andropov (1914–1984)       | 9/4/1971   | 27/4/1973  | 2 năm, 18 ngày  | Chủ tịch KGB (1967-1982) |
| Pyotr Demichev (1917–2000)      | 9/4/1971   | 5/3/1976   | 4 năm, 362 ngày | Bí thư Trung ương Đảng Cộng sản Liên Xô (1961-1974) Bộ trưởng Bộ Văn hóa Liên Xô (1974-1986)                                                                                          |
| Pyotr Masherov (1918–1980)      | 9/4/1971   | 5/3/1976   | 4 năm, 362 ngày | Bí thư thứ nhất Đảng Cộng sản Belarus (1965-1980) |
| Vasil Mzhavanadze (1902–1988)   | 9/4/1971   | 18/12/1972 | 1 năm, 253 ngày | Bí thư thứ nhất Đảng Cộng sản Gruzia (1953-1972) |
| Sharof Rashidov (1917–1983)     | 9/4/1971   | 5/3/1976   | 4 năm, 362 ngày | Bí thư thứ nhất Đảng Cộng sản Uzbekistan (1959-1983) |
| Dmitriy Ustinov (1908–1984)     | 9/4/1971   | 5/3/1976   | 4 năm, 362 ngày | Bí thư Trung ương Đảng Cộng sản Liên Xô (1965-1976) |
| Mikhail Solomentsev (1913–2008) | 23/11/1971 | 5/3/1976   | 4 năm, 103 ngày | Chủ tịch Hội đồng Bộ trưởng Nga Xô (1971-1983) |
| Boris Ponomarev (1905–1995)     | 19/5/1972  | 5/3/1976   | 3 năm, 291 ngày | Trưởng ban Quốc tế Trung ương Đảng Cộng sản Liên Xô (1957-1986) |
| Grigory Romanov (1923–2008)     | 27/4/1973  | 5/3/1976   | 2 năm, 313 ngày | Bí thư thứ nhất Tỉnh ủy Leningrad Đảng Cộng sản Liên Xô (1970-1983) Phó Chủ tịch Xô Viết Quốc gia Xô viết Tối cao Liên Xô (1966-1989) Phó Chủ tịch Xô viết Tối cao Nga Xô (1975-1990) |

| Tên (sinh–mất)                  | Bắt đầu    | Kết thúc   | Thời gian       | Ghi chú                                 |
| ------------------------------- | ---------- | ---------- | --------------- | --------------------------------------- |
| Leonid Brezhnev (1906–1982)     | 4/4/1971   | 5/3/1976   | 4 năm, 336 ngày | Bầu Tổng Bí thư tại Hội nghị lần thứ 1. |
| Pyotr Demichev (1918–2000)      | 4/4/1971   | 14/12/1974 | 3 năm, 264 ngày | Từ chức tại Hội nghị lần thứ 7.         |
| Vladimir Dolgikh (sinh 1924)    | 18/12/1972 | 5/3/1976   | 3 năm, 78 ngày  | Bầu tại Hội nghị lần thứ 4.             |
| Ivan Kapitonov (1915–2002)      | 4/4/1971   | 5/3/1976   | 4 năm, 336 ngày | —                                       |
| Konstantin Katushev (1927–2010) | 4/4/1971   | 5/3/1976   | 4 năm, 336 ngày | —                                       |
| Andrei Kirilenko (1906–1990)    | 4/4/1971   | 5/3/1976   | 4 năm, 336 ngày | Bí thư thứ 2 Ban Bí thư (1966-1982)     |
| Fyodor Kulakov (1918–1978)      | 4/4/1971   | 5/3/1976   | 4 năm, 336 ngày | —                                       |
| Boris Ponomarev (1905–1995)     | 4/4/1971   | 5/3/1976   | 4 năm, 336 ngày | —                                       |
| Mikhail Solomentsev (1913–2008) | 4/4/1971   | 23/11/1971 | 4 năm, 336 ngày | Từ chức tại Hội nghị lần thứ 2.         |
| Mikhail Suslov (1902–1982)      | 4/4/1971   | 5/3/1976   | 4 năm, 336 ngày | Bí thư thứ 2 Ban Bí thư (1966-1982)     |
| Dmitriy Ustinov (1908–1984)     | 4/4/1971   | 5/3/1976   | 4 năm, 336 ngày | —                                       |